# Lijst van personen geboren in 2002
Dit is een lijst van personen die zijn geboren in 2002.

### Januari
- 1 - Simon Adingra, Ivoriaans voetballer
- 1 - Tusse Chiza, Zweeds zanger
- 1 - Jaap Roelen, Nederlands wielrenner
- 1 - Santeri Väänänen, Fins voetballer
- 2 - Chiara Hahn, Duits voetbalster
- 2 - Anouk Koevermans, Nederlands tennisster
- 2 - Nerea Martí, Spaans autocoureur
- 2 - Jonathan Mulder, Nederlands voetballer
- 2 - Donny Warmerdam, Nederlands voetballer
- 3 - Nico González, Spaans voetballer
- 3 - Altin Kryeziu,  Kosovaars-Sloveens voetballer
- 3 - Million Manhoef, Nederlands voetballer
- 4 - Hélène Brasseur, Belgisch hockeyspeelster
- 4 - Rene Hofer, Oostenrijks motorcrosser (overleden 2021)
- 4 - Serano Seymor, Nederlands voetballer
- 6 - Kim Everaerts, Nederlands voetbalster
- 6 - John Nekadio, Congolees voetballer
- 7 - Djenairo Daniels, Nederlands voetballer
- 7 - Mohamed Daramy, Deens voetballer
- 7 - Bas Van den Eynden, Belgisch voetballer
- 8 - Marvin Tshibuabua, Frans voetballer
- 9 - Héritier Deyonge, Belgisch voetballer
- 9 - Piero Hincapié, Ecuadoraans voetballer
- 9 - Caio Roque, Braziliaans voetballer
- 10 - Andri Baldursson, IJslands voetballer
- 10 - Osvaldo Pedro Capemba, Angolees voetballer
- 10 - Ansgar Knauff, Duits voetballer
- 10 - Oscar Nilsson-Julien, Brits-Frans wielrenner
- 10 - Lorenzo Offermann, Belgisch voetballer
- 10 - Max de Waal, Nederlands voetballer
- 11 - Marit Auée, Nederlands voetbalster
- 11 - Jarne Teulings, Belgisch voetbalster
- 12 - Louis Fortin, Belgisch voetballer
- 12 - Tijs Velthuis, Nederlands voetballer
- 12 - Ibe Wuyts, Belgisch zanger
- 13 - Emilie Joramo, Noors voetbalster
- 13 - Frederik Vesti, Deens autocoureur
- 13 - Özcan Yaşar, Nederlands voetballer
- 14 - Giulia Morlet, Frans tennisster
- 15 - Oussama Alou, Nederlands voetballer
- 15 - Naoufal Azzagari, Nederlands voetballer
- 15 - Aya Courouble, Belgische gymnaste
- 15 - Emily Kusche, Duits actrice
- 15 - Tein Troost, Nederlands voetballer
- 15 - Jannes Van Hecke, Belgisch voetballer
- 16 - Bagus Kahfi, Indonesisch voetballer
- 16 - Olaf Kok, Nederlands voetballer
- 16 - Wesley Spieringhs, Nederlands voetballer
- 17 - Daniel Pérez, Venezolaans voetballer
- 18 - Karim Adeyemi, Duits voetballer
- 18 - Sabir Agougil, Nederlands voetballer
- 18 - Sofie Bredgaard, Deens voetbalster
- 18 - Ki-Jana Hoever, Nederlands voetballe
- 18 - Anass Salah-Eddine, Nederlands-Marokkaans voetballer
- 18 - Lewis Williams, Welsh darter
- 18 - Anastasija Zacharova, Russisch tennisster
- 19 - Alex Timossi Andersson, Zweeds voetballer
- 19 - Reinier Jesus Carvalho, Braziliaans voetballer
- 20 - Aleksandra Bojkova, Russisch kunstschaatsster
- 20 - Arnaud Kalimuendo, Frans voetballer
- 20 - Ditaji Kambundji, Zwitsers atlete
- 20 - Alastair MacKellar, Australisch wielrenner
- 20 - Bećir Omeragić, Zwitsers voetballer
- 21 - Michael Davis, Belgisch voetballer
- 21 - Ken Nkuba, Belgisch voetballer
- 22 - George Bello, Amerikaans voetballer
- 22 - Caitlin Clark, Amerikaans basketballer
- 22 - Herman Geelmuyden, Noors voetballer
- 22 - Roeslan Nesjtsjeret, Oekraïens voetballer
- 23 - Teddy Alloh, Frans voetballer
- 23 - Volodymyr Brazjko, Oekraïens voetballer
- 23 - Ibrahim El Kadiri, Nederlands-Marokkaans voetballer
- 23 - Joško Gvardiol, Kroatisch voetballer
- 23 - Jessy Hendrikx, Nederlands voetballer
- 23 - Nicola Zalewski, Pools-Italiaans voetballer
- 24 - Delano Gouda, Nederlands voetballer
- 24 - Kaio Jorge, Braziliaans voetballer
- 26 - Soulyman Allouch, Nederlands voetballer
- 26 - Yang Junxuan, Chinees zwemster
- 28 - Milo Delrock, Nederlands voetballer
- 28 - Samantha van Diemen, Nederlands voetbalster
- 28 - Djenahro Nunumete, Nederlands voetballer
- 29 - Stavros Gavriel, Cypriotisch voetballer
- 29 - Megan Jastrab, Amerikaans wielrenster
- 29 - Sanna Veerman, Nederlands gymnaste
- 30 - Taylor Harwood-Bellis, Engels voetballer
- 30 - Isa Gomez, Nederlands voetbalster
- 30 - Christos Tzolis, Grieks voetballer
- 31 - Tim van Assema, Nederlands-Zweeds voetballer
- 31 - Luke Browning, Brits autocoureur
- 31 - Isak Jansson, Zweeds voetballer
- 31 - Giovanni Manson Ribeiro, Braziliaans voetballer

### Februari

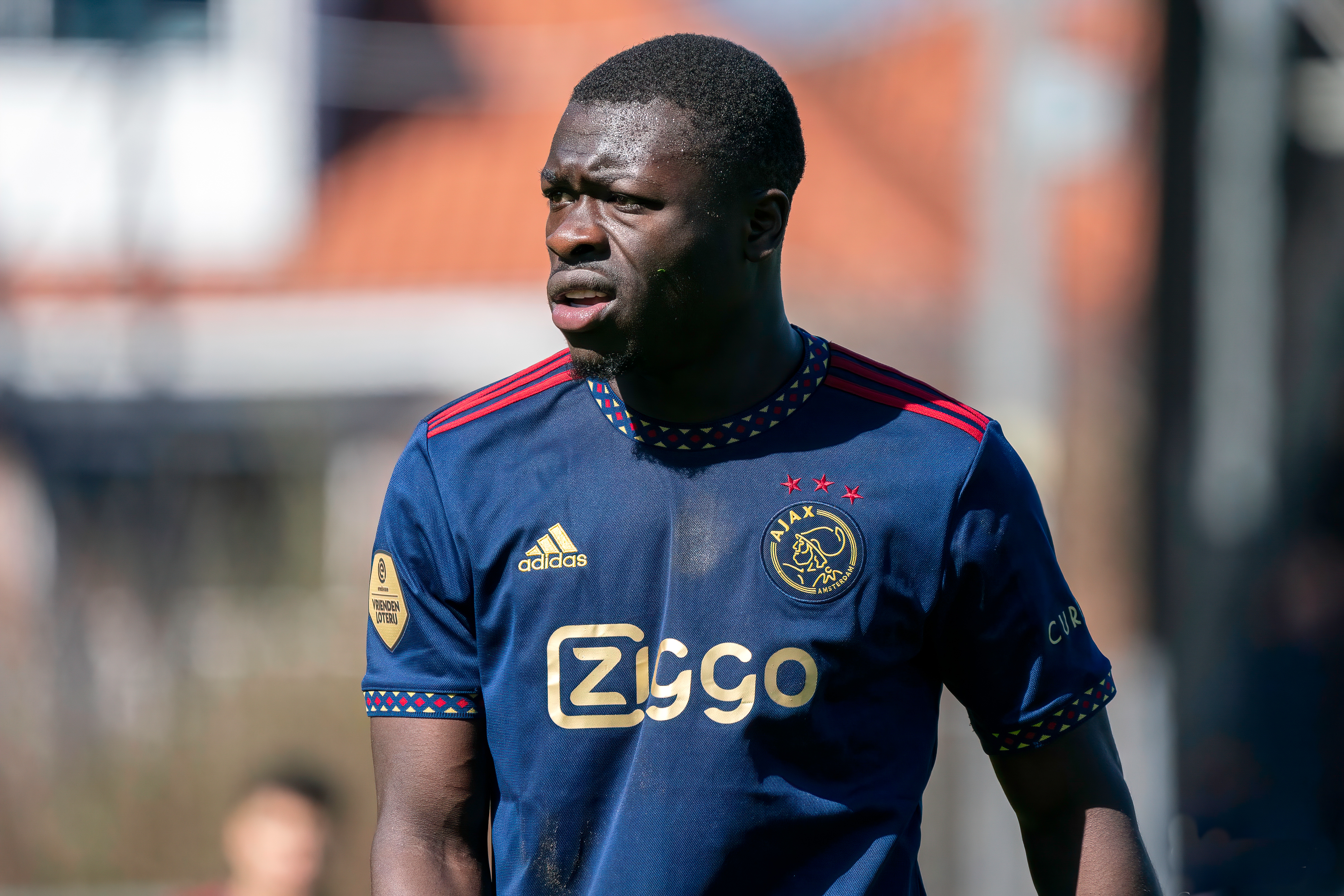
Brian Brobbey,
1 februari

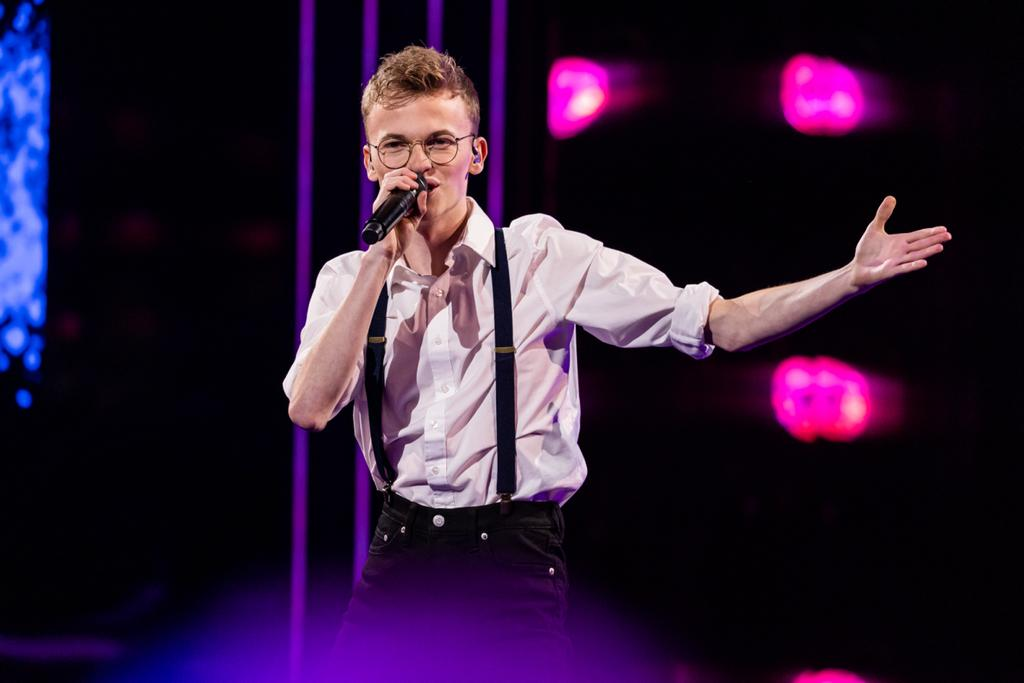
Remi De Smet,
4 februari

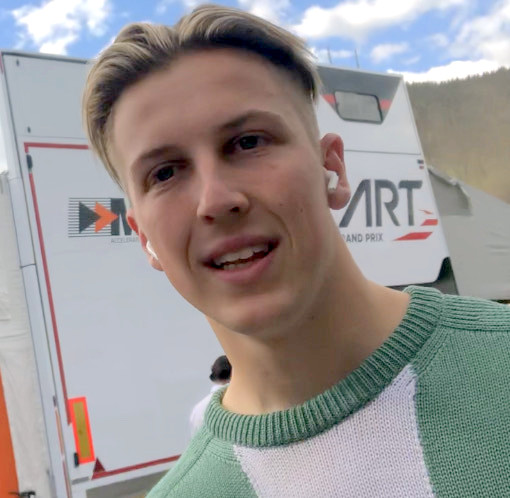
Liam Lawson,
11 februari

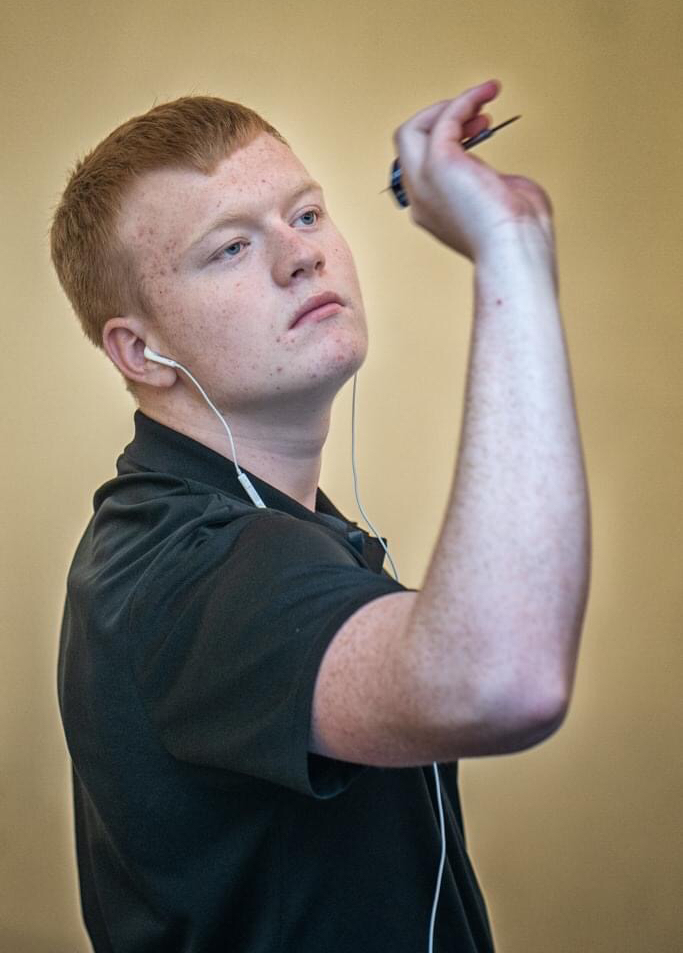
Adam Gawlas,
18 februari

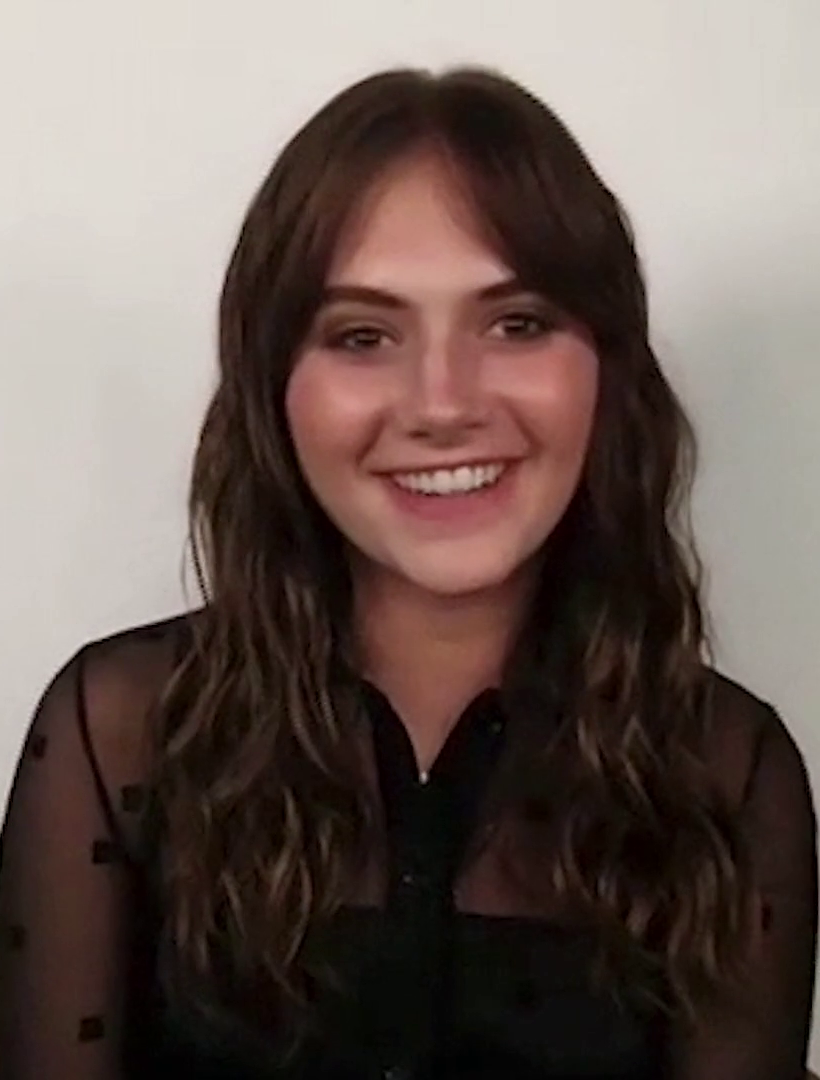
Emilia Jones,
23 februari

- 1 - Brian Brobbey, Ghanees-Nederlands voetballer
- 2 - Syb van Ottele, Nederlands voetballer
- 3 - Radu Drăgușin, Roemeens voetballer
- 4 - Mateja Bajunović, Nederlands voetballer
- 4 - Remi De Smet, Belgisch acteur
- 4 - Casper Gedsted, Deens voetballer
- 4 - Paolo Napoletano, Italiaans voetballer
- 4 - Troy Parrott, Iers voetballer
- 4 - Jarne Steuckers, Belgisch voetballer
- 4 - Graham Verchere, Canadees acteur
- 4 - Emiel Verstrynge, Belgisch veldrijder
- 5 - Shirin van Anrooij, Nederlands wielrenster
- 5 - Katrijn De Clercq, Belgisch wielrenster
- 5 - Habib Keïta, Malinees voetballer
- 5 - Andrea Piras, Italiaans wielrenner
- 6 - Alessio Pavone, Belgisch powerlifter
- 7 - Romano Postema, Nederlands voetballer
- 8 - Rômulo Cardoso, Braziliaans voetballer
- 8 - Nienke Wierda, Nederlands voetbalster
- 9 - Lucien Agoumé, Frans-Kameroens voetballer
- 9 - Calvin Raatsie, Nederlands voetballer
- 9 - Regan Smith, Amerikaans zwemster
- 10 - Sophie Weidauer, Duits voetbalster
- 11 - Antoon, Nederlands zanger
- 11 - Liam Lawson, Nieuw-Zeelands autocoureur
- 11 - Evan Rottier, Nederlands voetballer
- 11 - Hugo Wentges, Nederlands voetballer
- 12 - Sander Eitrem, Noors langebaanschaatser
- 12 - Mohamed Ihattaren, Nederlands-Marokkaans voetballer
- 12 - Jochem Scheij, Nederlands voetballer
- 13 - Sophia Lillis, Amerikaans actrice
- 14 - Liz Rijsbergen, Nederlands voetbalster
- 14 - Nick Woltemade, Duits voetballer
- 15 - Lennert Belmans, Belgisch veldrijder
- 15 - Kyra Cooney-Cross, Australisch voetbalster
- 15 - Eliot Matazo, Belgisch voetballer
- 15 - Lorenzo Noviello, Belgisch voetballer
- 15 - Gijs van Otterdijk, Nederlands voetballer
- 15 - Kamaldeen Sulemana, Ghanees voetballer
- 16 - Clément Izquierdo, Frans wielrenner
- 16 - Truls Möregårdh, Zweeds tafeltennisser
- 16 - Fabian Rieder, Zwitsers voetballer
- 16 - Sem Valk, Nederlands voetballer
- 17 - Kelly Sildaru, Estisch freestyleskiester
- 18 - Myrthe de Boer, Nederlands langebaanschaatsster
- 18 - Joshua Eijgenraam, Nederlands voetballer
- 18 - Jana Fernández, Spaans voetbalster
- 18 - Adam Gawlas, Tsjechisch darter
- 18 - Neraysho Kasanwirjo, Nederlands voetballer
- 19 - Ilham Abali, Nederlands voetballer
- 20 - Gavin Bazunu, Iers-Nigeriaans voetballer
- 20 - Joshua Pynadath, Amerikaans-Indiaas voetballer
- 21 - Mathias De Wolf, Belgisch voetballer
- 21 - PJ Hall, Amerikaans basketballer
- 21 - Jun Nishikawa, Japans voetballer
- 22 - Emmanuel Matuta, Belgisch-Congolees voetballer
- 23 - Akke van den Born, Nederlands voetballer
- 23 - Emilia Jones, Brits actrice
- 23 - Stanislav Sjopov, Bulgaars voetballer
- 24 - Josie Longhurst, Welsh voetbalster
- 24 - Rick Meissen, Nederlands voetballer
- 24 - Dirk Proper, Nederlands voetballer
- 24 - Lazar Samardžić, Duits voetballer
- 25 - Maghnes Akliouche, Frans voetballer
- 25 - Filip Stanković, Italiaans-Servisch voetballer
- 25 - Zenna de Zwart, Nederlands voetbalster
- 26 - Maarten Vandevoordt, Belgisch voetballer
- 27 - Lucas Calegari, Braziliaans voetballer
- 27 - Nurettin Korkmaz, Turks voetballer
- 28 - Lucas Kalala, Belgisch voetballer

### Maart

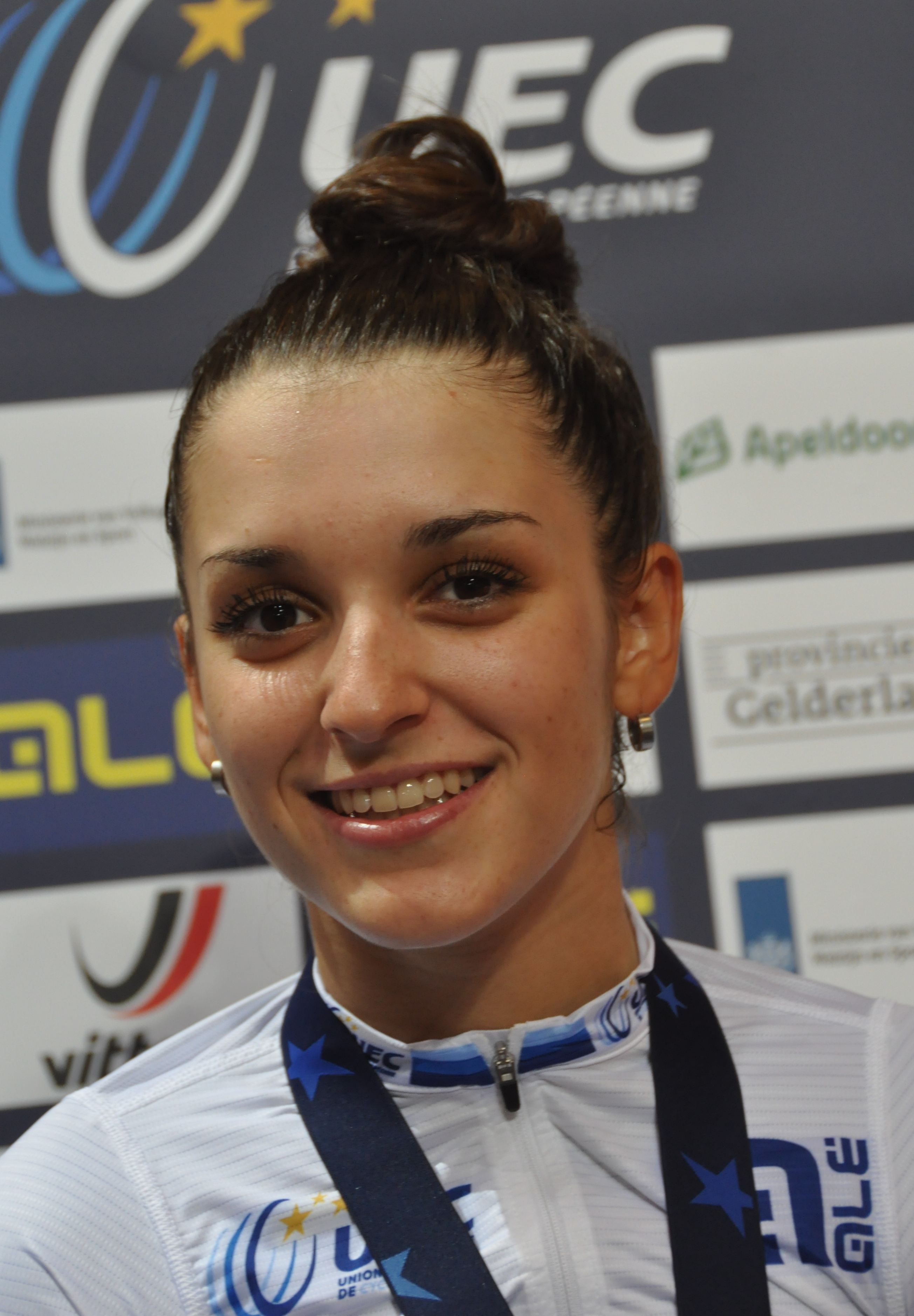
Eleonora Gasparrini,
25 maart

- 1 - Hussein Ali, Zweeds-Iraaks voetballer
- 2 - Eduardo Quaresma, Portugees voetballer
- 2 - Amber Visscher, Nederlands voetbalster
- 3 - Li Bingjie, Chinees zwemster
- 3 - Allan Delferriere, Belgisch voetballer
- 3 - Wouter George, Belgisch voetballer
- 3 - Lorenzo Germani, Italiaans wielrenner
- 3 - Keely Hodgkinson, Brits atlete
- 3 - Lorenzo Musetti, Italiaans tennisser
- 3 - Leonidas Stergiou, Zwitsers voetballer
- 4 - Jaimy Buter, Nederlands voetballer
- 4 - Giosuè Epis, Italiaans wielrenner
- 4 - Matías Galarza, Argentijns voetballer
- 4 - Aline Pelckmans, Belgisch skeletonster
- 5 - Nolan Allaer, Amerikaans autocoureur
- 5 - Jay-Dee Geusens, Belgisch voetballer
- 5 - Luqman Hakim Shamsudin, Maleisisch voetballer
- 6 - Ameen Al Dakhil, Belgisch-Irakees voetballer
- 6 - Olivier Dumont, Belgisch voetballer
- 6 - Robin Orins, Belgisch wielrenner
- 6 - Michael d'Orlando, Amerikaans autocoureur
- 7 - Meg Harris, Australisch zwemster
- 8 - Lorenzo Colombo, Italiaans voetballer
- 8 - Eline Jansen, Nederlands schaatsster
- 8 - Joël van Kaam, Nederlands voetballer
- 9 - Regina van Eijk, Nederlands voetbalster
- 9 - Tobe Leysen, Belgisch voetballer
- 10 - Ian Maatsen, Nederlands voetballer
- 10 - Noni Madueke, Engels-Nigeriaans voetballer
- 11 - Naoufal Bannis, Nederlands voetballer
- 12 - Lukas Dunner, Oostenrijks autocoureur
- 13 - Kleine John, Nederlands rapper en youtuber
- 13 - Tibo Persyn, Belgisch voetballer
- 13 - Gylermo Siereveld, Nederlands voetballer
- 13 - Seo Whi-min, Zuid-Koreaans shorttrackster
- 14 - Jente Hauttekeete, Belgisch atleet
- 14 - Livia Peng, Zwitsers voetbalster
- 15 - Luuk Admiraal, Nederlands voetballer
- 15 - Lochie Hughes, Australisch autocoureur
- 16 - Arnaud De Lie, Belgisch wielrenner
- 16 - Nathanaël Mbuku, Frans voetballer
- 17 - Andrej Minakov, Russisch zwemmer
- 18 - Jorn Berkhout, Nederlands voetballer
- 18 - Oliver König, Tsjechisch motorcoureur
- 18 - Pepijn van de Merbel, Nederlands voetballer
- 19 - Farzad Mansouri, Afghaans taekwondoka
- 19 - Josh Mason, Brits autocoureur
- 19 - Maëva Squiban, Frans wielrenster
- 20 - Darren van Bekkum, Nederlands wielrenner
- 20 - Marius van Mil, Nederlands voetballer
- 20 - Joseph Pidcock, Brits wielrenner
- 21 - Didier La Torre, Peruviaans voetballer
- 21 - Casper Schoppen, Nederlands schaker
- 22 - Andrej Jesipenko, Russisch schaker
- 22 - Jhondly van der Meer, Nederlands-Dominicaans voetballer
- 23 - Simon Colyn, Canadees-Nederlands voetballer
- 23 - Kian Slor, Nederlands voetballer
- 25 - Mohamed Berte, Belgisch voetballer
- 25 - Kristýna Burlová, Tsjechisch wielrenster
- 25 - Eleonora Gasparrini, Italiaans wielrenster
- 27 - Darija Snihoer, Oekraïens tennisster
- 29 - Jeremy Antonisse, Nederlands voetballer
- 29 - Joep Munsters, Nederlands voetballer
- 29 - Mohamed Taabouni, Nederlands voetballer
- 30 - Lynn Kuipers, Nederlands handbalster
- 30 - Iris Stiekema, Nederlands voetbalster
- 30 - Tur-G, Nederlands rapper
- 31 - Daniela Campos, Portugees wielrenster

### April

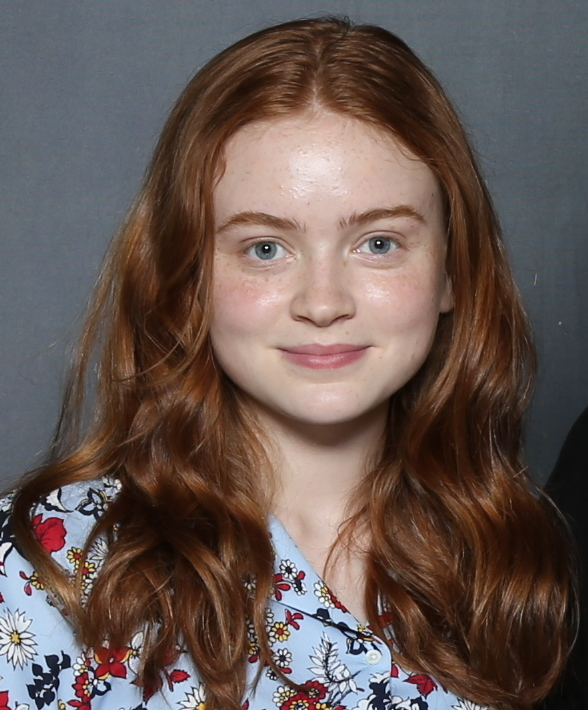
Sadie Sink,
16 april

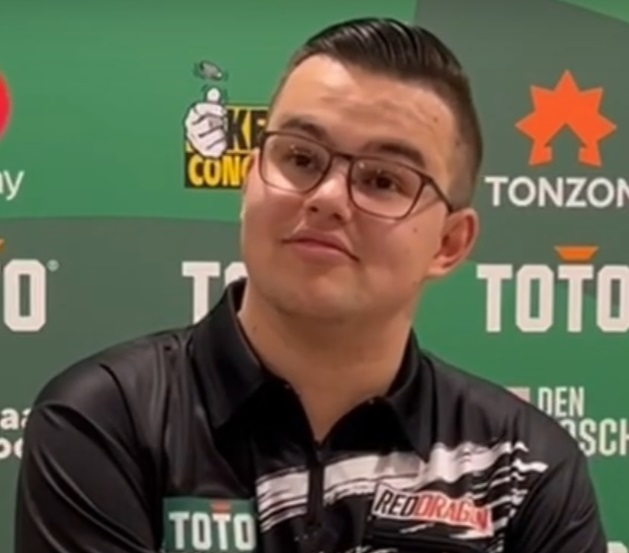
Gian van Veen,
23 april

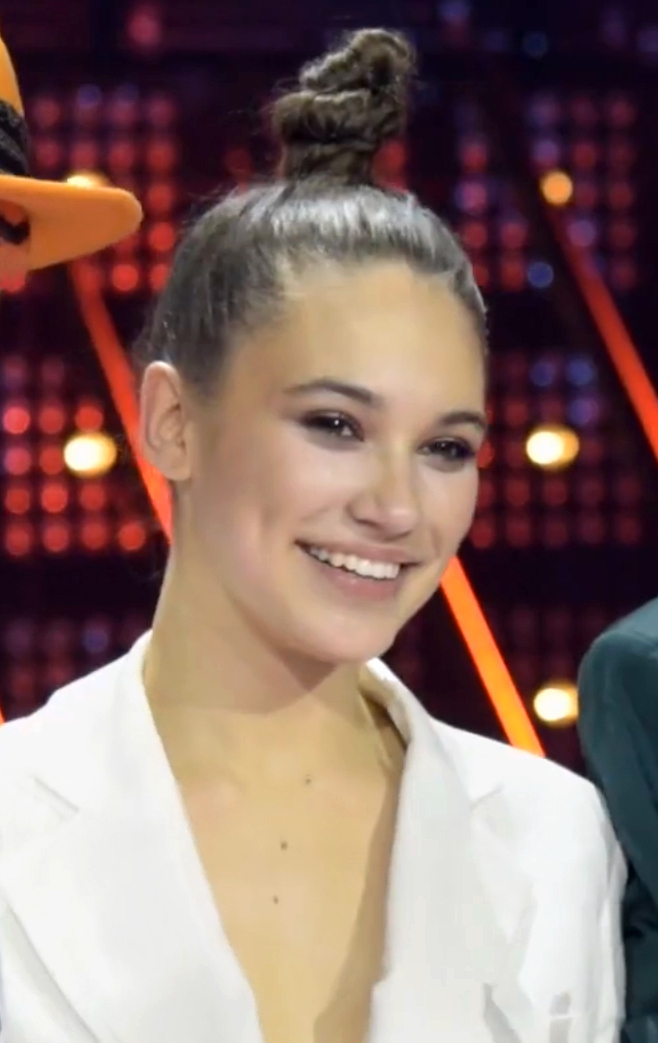
Alicja Szemplińska,
29 april

- 1 - Rafael Bobeica, Portugees-Moldavisch zanger
- 1 - Ignace Van der Brempt, Belgisch voetballer
- 2 - Justin Hewitt, Gibraltarees darter
- 2 - Emma Myers, Amerikaans actrice
- 2 - Roxy Rosa, Nederlands zangeres
- 2 - Jet van der Steen, Nederlands singer-songwriter
- 2 - Manique de Vette, Nederlands voetbalster
- 3 - Caio Collet, Braziliaans autocoureur
- 3 - Tomás Esteves, Portugees voetballer
- 3 - Milan de Koe, Nederlands voetballer
- 4 - Aaron Bastiaans, Nederlands voetballer
- 4 - Féli Delacauw, Belgisch voetbalster
- 6 - Armin Gigović, Zweeds voetballer
- 6 - Jusuf Owega, Duits autocoureur
- 8 - Robert Donaldson, Brits wielrenner
- 8 - Skai Jackson, Amerikaans actrice
- 9 - Tyrese Asante, Nederlands-Ghanees voetballer
- 10 - Wendy Balfoort, Nederlands voetbalster
- 10 - Isaac Lihadji, Frans voetballer
- 10 - Fostave Mabani, Belgisch-Congolees voetballer
- 11 - Neve Bradbury, Australisch wielrenster
- 11 - Pierre-Louis Chovet, Frans autocoureur
- 11 - Isabel Grevelt, Nederlands langebaanschaatsster
- 11 - Mattia Guadagnini, Italiaans motorcrosser
- 11 - Ian Hussein Ngobi, Nederlands voetballer
- 11 - Fabian Weiss, Zwitsers wielrenner
- 12 - Alida van Daalen, Nederlands atlete
- 12 - Fernand Gouré, Ivoriaans voetballer
- 13 - Ibe Hautekiet, Belgisch voetballer
- 14 - Colin Freeling, Belgisch skeletonracer
- 14 - Lou-Ann Joly, Frans voetbalster
- 15 - Mathias Kvistgaarden, Deens voetballer
- 15 - Baptiste Vadic, Frans wielrenner
- 16 - Julian Baas, Nederlands voetballer
- 16 - Filip Jörgensen, Deens-Zweeds voetballer
- 16 - Dajana Kirillova, Russisch zangeres
- 16 - Sadie Sink, Amerikaans actrice
- 17 - Couhaib Driouech, Nederlands voetballer
- 17 - Roos Hop, Nederlands voetbalster
- 17 - Whitney Osuigwe, Amerikaans tennisster
- 17 - Brent Vugts, Nederlands voetballer
- 18 - Ali Akman, Turks voetballer
- 18 - Xiye Bastida, Mexicaans activiste
- 18 - Matthew Bondswell, Engels voetballer
- 18 - Maya Le Tissier, Engels voetbalster
- 18 - Julian Strawther, Amerikaans basketballer
- 19 - William Alatalo, Fins autocoureur
- 19 - Talia DellaPeruta, Amerikaans voetbalster
- 19 - José Ramón Muñiz, Mexicaans wielrenner
- 19 - Magnus Sheffield, Amerikaans wielrenner
- 19 - Ilja Volkov, Wit-Russisch zanger
- 20 - Anouar Ait El Hadj, Belgisch voetballer
- 20 - Georginio Rutter, Frans voetballer
- 20 - Gyda Westvold Hansen, Noors noordse combinatieskiester
- 22 - Agustin Anello, Amerikaans-Argentijns voetballer
- 23 - Craig Galliano, Gibraltarees darter en voetballer
- 23 - Yannick Leliendal, Nederlands voetballer
- 23 - Jane Widdop, Amerikaans actrice
- 23 - David Møller Wolfe, Noors voetballer
- 23 - Gian van Veen, Nederlands darter
- 24 - Olivia Gadecki, Australisch tennisster
- 24 - Luca Papp, Hongaars voetbalster
- 25 - My Cato, Zweeds voetbalster
- 25 - Anna Ostlender, Duits langebaanschaatsster
- 26 - Mathijs Tielemans, Nederlands voetballer
- 27 - Anthony Elanga, Zweeds voetballer
- 27 - Lovisa Ewald, Zweeds skeletonracer
- 28 - Kim Molenaar, Nederlands handbalster
- 28 - Femi Seriki, Engels voetballer
- 29 - Alicja Szemplińska, Pools zangeres
- 29 - Tunahan Taşçı, Nederlands voetballer
- 30 - Lore Bruggeman, Belgisch skateboardster
- 30 - Teden Mengi, Engels voetballer

### Mei

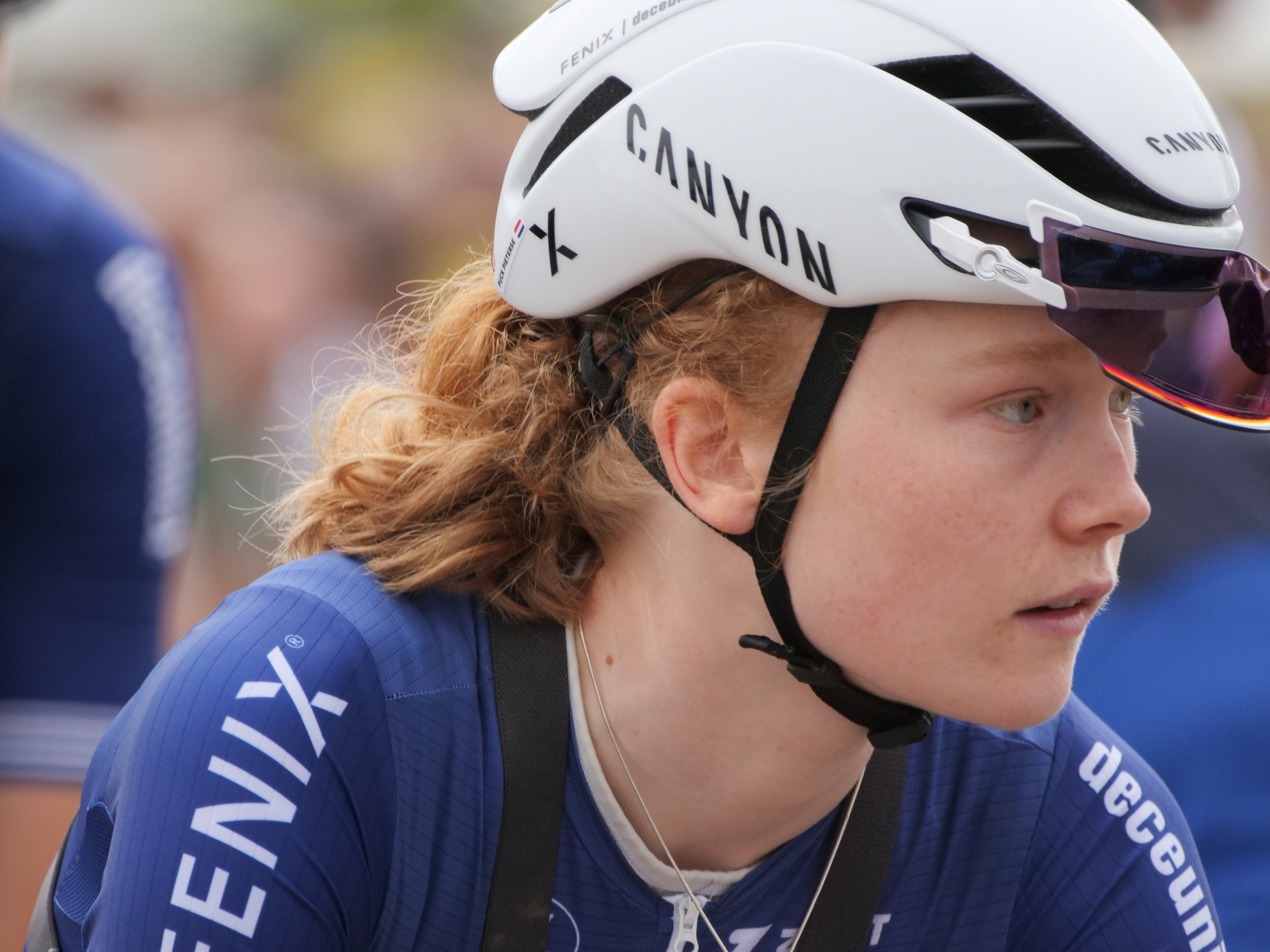
Puck Pieterse,
13 mei

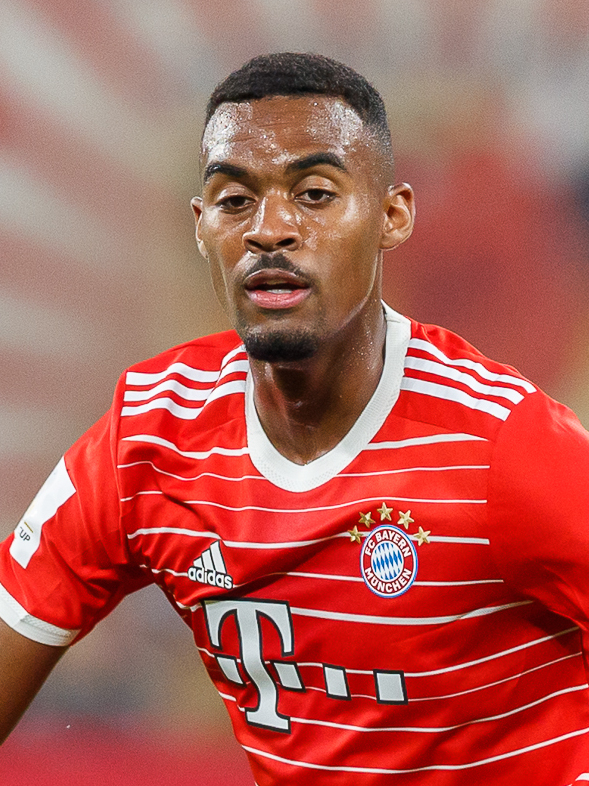
Ryan Gravenberch,
16 mei

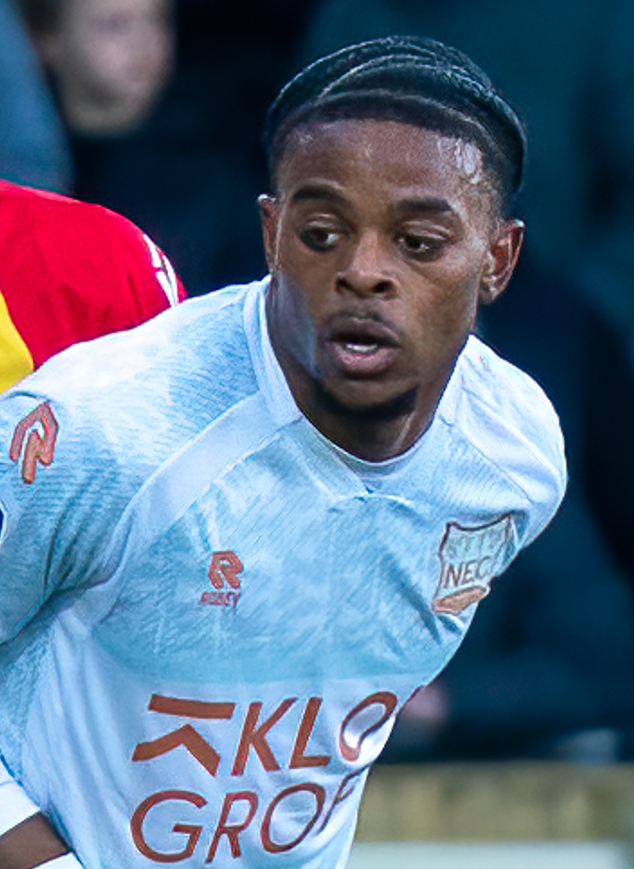
Sontje Hansen,
18 mei

- 1 - Chet Holmgren, Amerikaans basketballer
- 1 - David Vidales, Spaans autocoureur
- 2 - Noah Naujoks, Nederlands voetballer
- 2 - Killian Sardella, Belgisch voetballer
- 3 - Irene Affolati, Italiaans wielrenster
- 3 - Jaymillio Pinas, Nederlands voetballer
- 3 - July Schneijderberg, Nederlands voetbalster
- 4 - Wally Fofana, Gambiaans voetballer
- 4 - Marthe Goossens, Belgisch wielrenster
- 4 - Anastasija Petryk, Oekraïens zangeres
- 5 - Ishaq Abdulrazak, Nigeriaans voetballer
- 5 - Emilie Bernhardt, Duits voetbalster
- 5 - Wolf Ackx, Belgisch voetballer
- 6 - Emily Alyn Lind, Amerikaans actrice
- 6 - Sophia Kruithof, Nederlands zangeres
- 6 - Cole Palmer, Brits voetballer
- 7 - Besfort Arifi, Macedonisch-Belgisch voetballer
- 7 - Mya-Rose Craig, Engels-Bengaals ornithologe en activiste
- 8 - Célestin De Schrevel, Belgisch voetballer
- 8 - Siebe Deweirdt, Belgisch wielrenner
- 8 - Yuya Ikeshita, Japans-Nederlands voetballer
- 8 - Sivert Mannsverk, Noors voetballer
- 8 - Nikita Tromp, Nederlands voetbalster
- 9 - Cree Cicchino, Amerikaans actrice
- 10 - Mandela Keita, Belgisch voetballer
- 10 - Judith Roosjen, Nederlands voetbalster
- 11 - Simon van Duivenbooden, Nederlands-Zuid-Afrikaans voetballer
- 12 - Birgitta Elisa Oftestad, Noors celliste
- 13 - Puck Pieterse, Nederlands veldrijdster en mountainbikester
- 14 - Margarita Armstrong-Jones, Engels lady
- 14 - Huub Artz, Nederlands wielrenner
- 14 - Marie-Morgane Le Deunff, Frans wielrenster
- 14 - Britt Renzen, Nederlands voetbalster
- 14 - Isabella van Vollenhoven, Nederlands prinses
- 15 - Danny Jansen, Nederlands darter
- 15 - Chrislain Matsima, Frans voetballer
- 15 - Camie Mol, Nederlands voetbalster
- 15 - Ky Smith, Australisch darter
- 15 - Jamie Lou Stenzel, Duits-Spaanse zangeres
- 16 - Edoardo Bove, Italiaans voetballer
- 16 - Brem Deman, Belgisch wielrenner
- 16 - Ryan Gravenberch, Nederlands voetballer
- 16 - Quentin Merlin, Frans voetballer
- 16 - Kenneth Taylor, Nederlands voetballer
- 16 - Kiliann Sildillia, Frans-Guadeloups voetballer
- 17 - Lewis Fiorini, Schots-Engels voetballer
- 17 - Julia Kassen, Duits voetbalster
- 17 - Léon Marchand, Frans zwemmer
- 18 - Sontje Hansen, Nederlands voetballer
- 18 - Alina Zagitova, Russisch kunstschaatsster
- 19 - Riccardo Calafiori, Italiaans voetballer
- 20 - Oussama Targhalline, Marokkaans voetballer
- 24 - Victoria Stirnemann, Duits langebaanschaatsster
- 25 - Manfred Ugalde, Costa Ricaans voetballer
- 26 - Maxime Estève, Frans voetballer
- 26 - Jan Thielmann, Duits voetballer
- 27 - Jérémy Doku, Belgisch voetballer
- 27 - Louis Sutton, Brits wielrenner
- 27 - Gabri Veiga, Spaans voetballer
- 28 - Melayro Bogarde, Nederlands voetballer
- 28 - Gianluca Busio, Amerikaans voetballer
- 28 - Bodil van den Heuvel, Nederlands voetbalster
- 28 - Imani de Jong, Nederlands zwemster
- 29 - Sofie Lundgaard, Deens voetbalster
- 29 - Rocco Reitz, Duits voetballer
- 30 - Jasmijn de Groot, Nederlands voetbalster
- 30 - Enzo Paleni, Frans wielrenner

### Juni

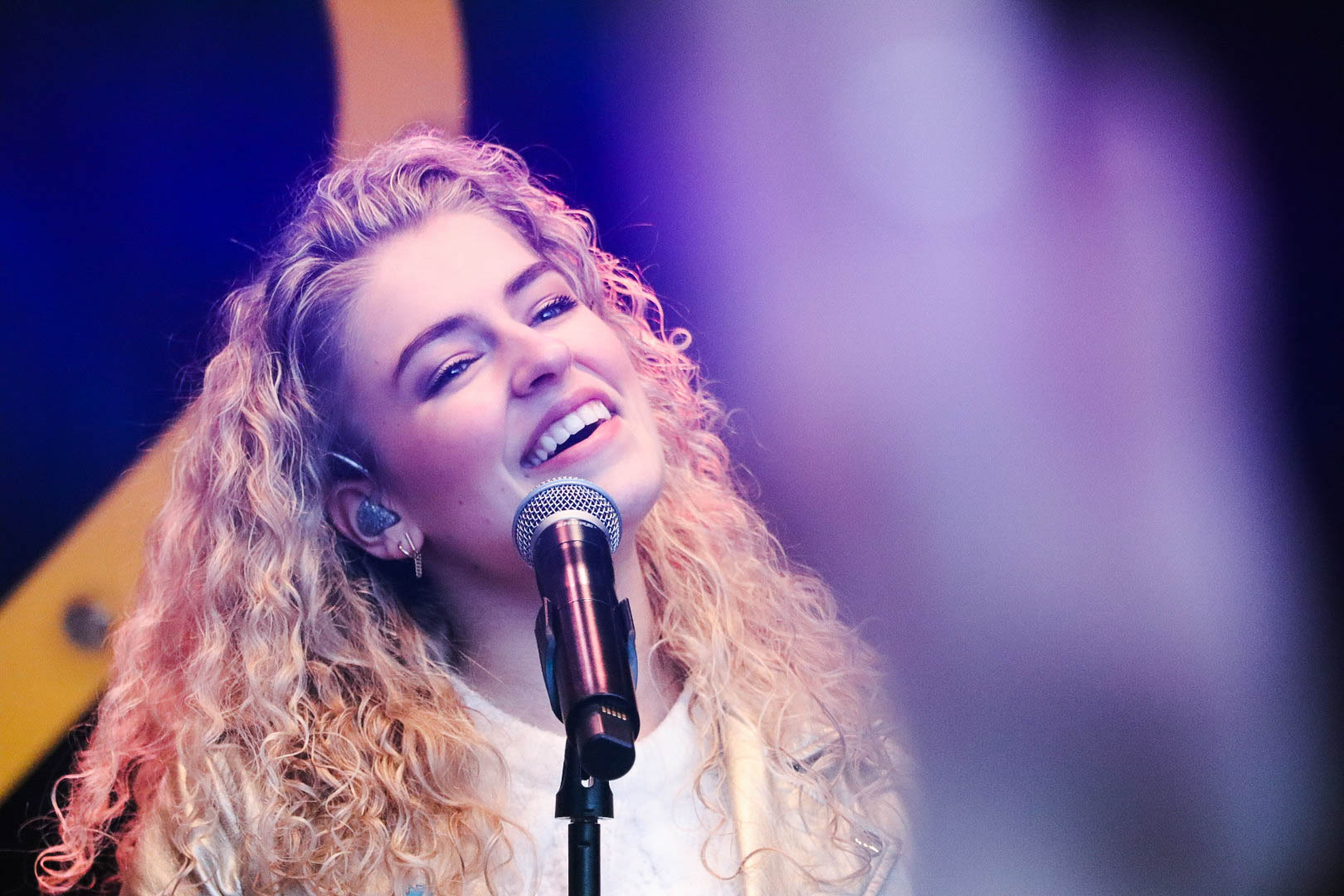
Julia Boschman,
8 juni

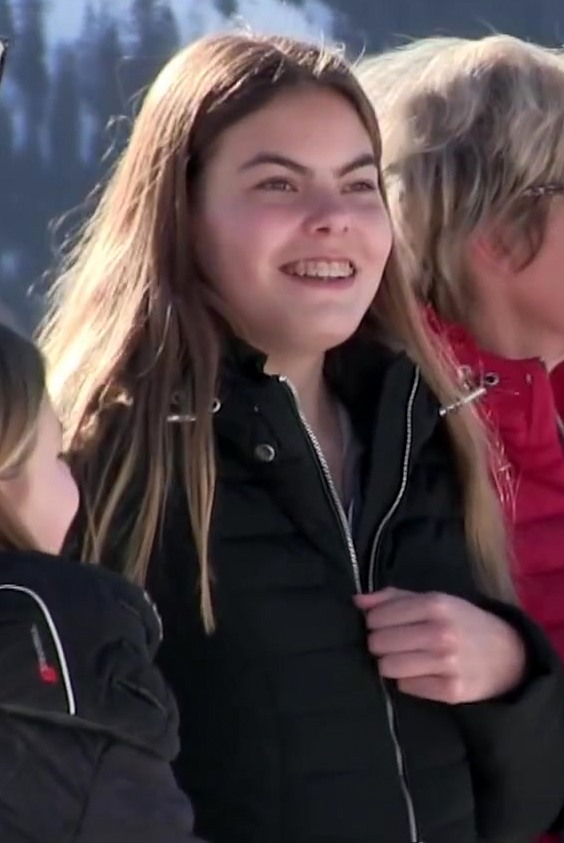
Eloise van Oranje-Nassau van Amsberg,
8 juni

- 1 - Lesley Bakker, Nederlands voetballer
- 1 - Bryan Richardson, Nederlands-Amerikaans voetballer
- 1 - Jamil Takidine, Belgisch voetballer
- 2 - Daniel Cavia, Spaans wielrenner
- 4 - Thibo Baeten, Belgisch voetballer
- 4 - Kaylen Frederick, Amerikaans autocoureur
- 4 - Joséphine Pagnier, Frans schansspringster
- 5 - Zhang Kexin, Chinees freestyleskiester
- 6 - Ricuenio Kewal, Nederlands voetballer
- 6 - Killian Lokembo, Belgisch voetballer
- 6 - Tommy Smith,  Australisch autocoureur
- 7 - Şefik Abalı, Oostenrijks voetballer
- 7 - Rafik Belghali, Belgisch voetballer
- 7 - Zico Buurmeester, Nederlands voetballer
- 7 - Tanguy Nianzou, Frans voetballer
- 7 - Christopher Scott, Duits voetballer
- 7 - Oliver Stockwell, Brits wielrenner
- 7 - Tomáš Suslov, Slowaaks voetballer
- 8 - Julia Boschman, Nederlandse zangeres
- 8 - Senna El Messaoudi, Nederlands voetballer
- 8 - Athing Mu, Amerikaans atlete
- 8 - Eloise van Oranje-Nassau van Amsberg, Nederlands prinses
- 8 - Jarno Westerman, Nederlands voetballer
- 9 - Thomas Neill, Australisch zwemmer
- 10 - Marcelencio Esajas, Nederlands voetballer
- 10 - Aaron Hickey, Schots voetballer
- 10 - Alex Smeins, Nederlands voetballer
- 11 - Olli Caldwell, Brits autocoureur
- 11 - Keone Maho, Nederlands voetballer
- 12 - Koni De Winter, Belgisch voetballer
- 12 - Levi Malungu, Belgisch voetballer
- 12 - Mathias Vacek, Tsjechisch wielrenner en langlaufer
- 14 - Giorgia Birkeland, Amerikaans-Italiaans langebaanschaatsster
- 16 - Bailey Marsh, Australisch darter
- 16 - Tiago Tomás, Portugees voetballer
- 17 - Sean Negrette, Gibraltarees darter
- 18 - Jade Le Guilly, Frans voetbalster
- 18 - Moussa N'Diaye, Senegalees voetballer
- 19 - Efraín Álvarez, Amerikaans-Mexicaans voetballer
- 19 - Leila Meijer, Nederlands langebaanschaatsster
- 19 - Nuno Mendes, Portugees voetballer
- 19 - Tim Torn Teutenberg, Duits wielrenner
- 20 - Hugo Ekitike, Frans voetballer
- 21 - Xander Blomme, Belgisch voetballer
- 21 - Dana Breewel, Nederlands voetbalster
- 21 - Enrik Ostrc, Sloveens voetballer
- 22 - Claire Dinkla, Nederlands voetbalster
- 22 - Isaac Nuhu, Ghanees voetballer
- 22 - Nienke Vinke, Nederlands wielrenster
- 23 - Parnia Abassi, Iraans dichter (overleden 2025)
- 24 - Hamish Armitt, Brits wielrenner
- 24 - Lotje de Keijzer, Nederlands voetbalster
- 25 - Keane Barry, Iers darter
- 25 - Benson Boone, Amerikaans zanger en schrijver
- 25 - Ajay Mitchell, Belgisch basketballer
- 26 - Hayden Hackney, Engels-Schots voetballer
- 26 - Talles Magno, Braziliaans voetballer
- 27 - Jarrad Branthwaite, Engels voetballer
- 27 - Achraf Madi, Nederlands voetballer
- 28 - Marta Kostjoek, Oekraïens tennisster
- 29 - Jaylin Williams, Amerikaans basketballer
- 30 - Declan Trezise, Australisch wielrenner

### Juli

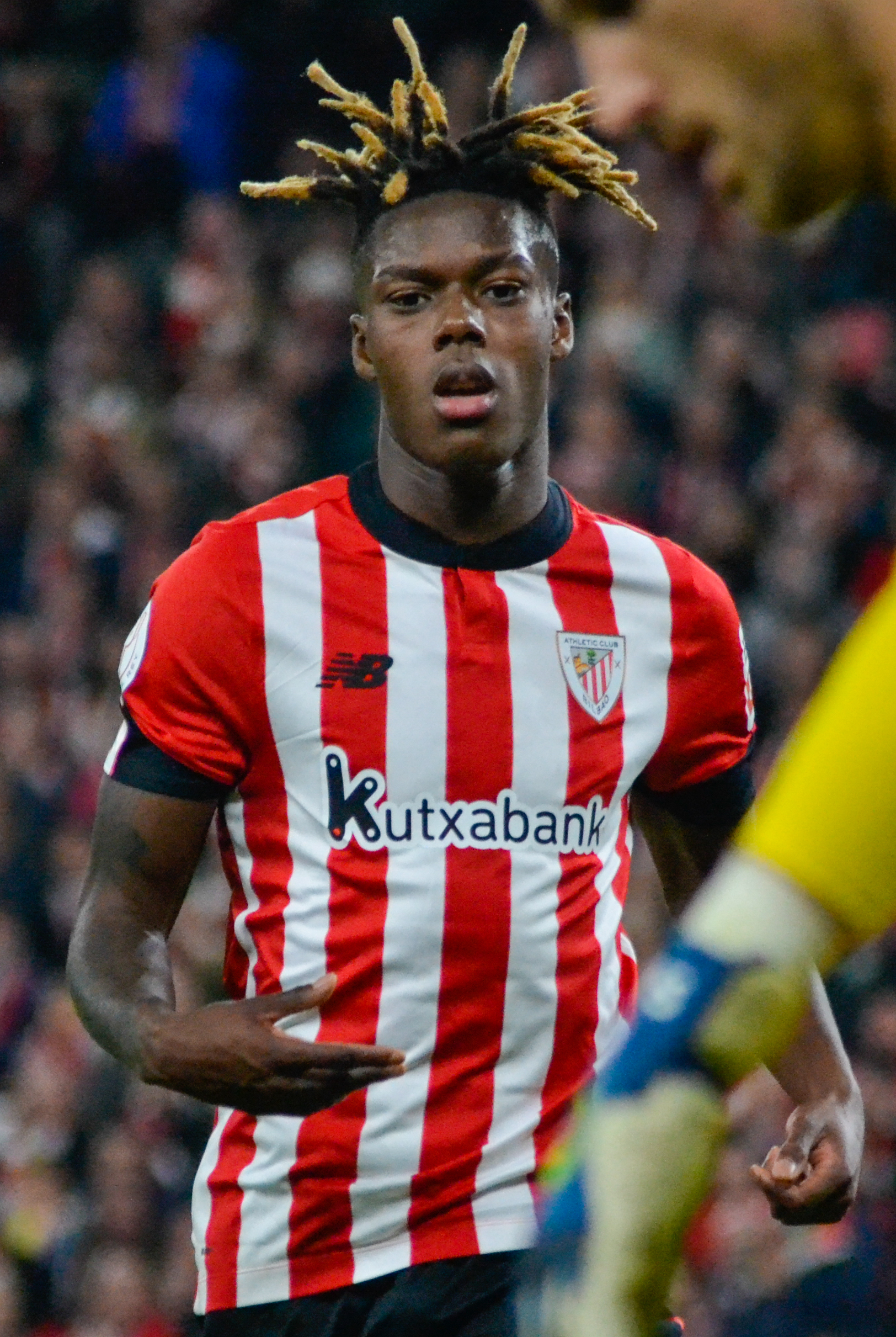
Nico Williams,
12 juli

- 2 - Sebastiano Esposito, Italiaans voetballer
- 2 - Fleur Mol, Nederlands voetbalster
- 2 - Brandon Rojas, Colombiaans wielrenner
- 3 - Andrea Papetti, Italiaans voetballer
- 3 - Arthur Sales, Braziliaans voetballer
- 4 - Julie Belgraver, Frans-Nederlands tennisster
- 5 - Vladyslav Bukhov, Oekraïens zwemmer
- 5 - Kim Klein Lankhorst, Nederlands volleybalster
- 5 - Zara Rutherford, Belgisch-Brits pilote
- 5 - Liam Vrolijk, Nederlands schaker
- 6 - Abdenego Nankishi, Duits voetballer
- 6 - Abraham Okyere, Ghanees voetballer
- 6 - Steven van der Sloot, Nederlands-Kameroens voetballer
- 7 - Senne Lammens, Belgisch voetballer
- 8 - Ilchan Dostjev, Kazachs wielrenner
- 8 - Silvinho Esajas, Nederlands voetballer
- 9 - Justine Brandau, Nederlands voetballer
- 9 - Amaury Cordeel, Belgisch autocoureur
- 9 - Jette ter Horst, Duits voetbalster
- 9 - Rasmus Søjberg Pedersen, Deens wielrenner
- 9 - Hugo Siquet, Belgisch voetballer
- 11 - Thomas van Bommel, Nederlands voetballer
- 11 - Amad Diallo, Ivoriaans voetballer
- 12 - Jennie-Lee Burmansson, Zweeds freestyleskiester
- 12 - Nico Williams, Spaans voetballer
- 13 - Alex Mortensen, Zweeds voetballer
- 13 - Sebastian Tounekti, Noors-Tunesisch voetballer
- 15 - Adil Aouchiche, Frans voetballer
- 15 - Samuel Asoma, Belgisch-Ghanees voetballer
- 16 - Paulos Abraham, Zweeds voetballer
- 16 - Bob Nijsten, Nederlands voetballer
- 17 - Wang Jianjiahe, Chinees zwemster
- 17 - Hanna Lundkvist, Zweeds voetbalster
- 17 - Enzo Millot, Frans-Martinikaans voetballer
- 17 - Duco Telgenkamp, Nederlands hockeyer
- 18 - Sem Westerveld, Spaans-Nederlands voetballer
- 19 - Jossue Dolet, Belgisch voetballer
- 19 - Fábio Silva, Portugees voetballer
- 20 - Danisha Bruins, Nederlands voetbalster
- 20 - Nikolaj Möller, Zweeds voetballer
- 21 - Rika Kihira, Japans kunstschaatsster
- 22 - Felix van Denemarken, Deens prins
- 22 - Romé Steverink, Nederlands handbalster
- 23 - Lisan Alkemade, Nederlands voetbalster
- 23 - Zerguinho Deira, Surinaams voetballer
- 23 - Séléna Janicijevic, Frans tennisster
- 23 - Luca Michlmayr, Oostenrijks diskjockey
- 23 - Tiago Santos, Portugees voetballer
- 23 - Gaia Tormena, Italiaans wielrenster
- 24 - Stelios Andreou, Cypriotisch voetballer
- 24 - Ivan Bessonov, Russisch pianist en componist
- 24 - Benjamin Flores jr., Amerikaans acteur
- 24 - Tivonge Rushesha, Welsh-Zimbabwaans voetballer
- 25 - Peter González, Spaans voetballer
- 25 - Adam Hložek, Tsjechisch voetballer
- 26 - Daan Huisman, Nederlands voetballer
- 26 - Annabel Schasching, Oostenrijks voetbalster
- 26 - Nina Sterckx, Belgisch gewichthefster
- 27 - Agnes Beever-Jones, Engels voetbalster
- 27 - Dana Foederer, Nederlands voetbalster
- 27 - Alan Velasco, Argentijns voetballer
- 29 - Zaina Bouzerrade, Nederlands voetballer
- 29 - Jagger Jones, Amerikaans autocoureur
- 29 - Efe Tatli, Turks voetballer
- 29 - Thierry Vermeulen, Nederlands autocoureur
- 30 - Sofia Samodoerova, Russisch kunstschaatsster
- 30 - Darja Vaskina, Russisch zwemster

### Augustus

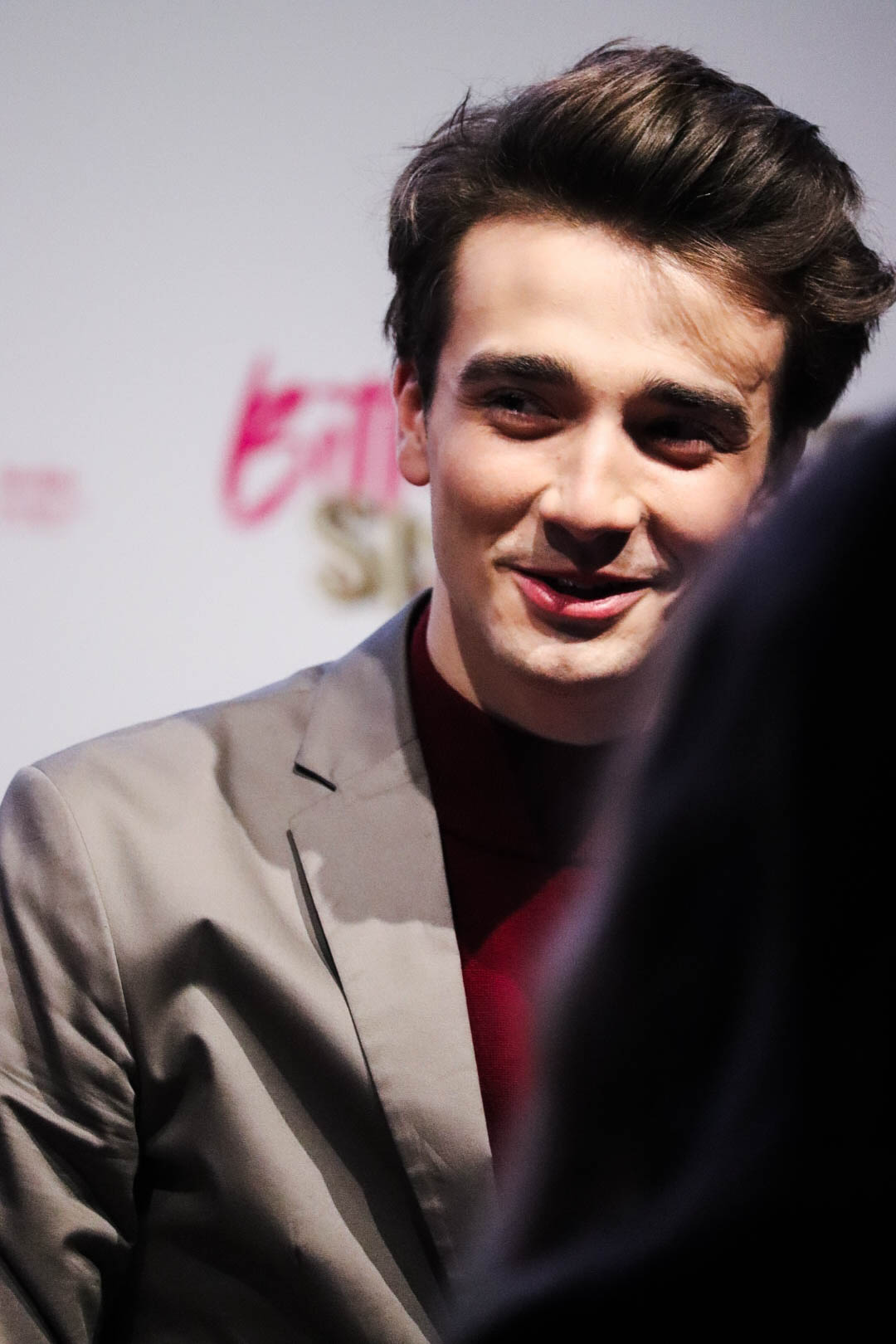
Aaron Blommaert,
7 augustus

- 1 - Alejandro Francés, Spaans voetballer
- 1 - Oona Laurence, Amerikaans actrice
- 1 - Nick Page, Amerikaans freestyleskiër
- 2 - Apostolos Konstantopoulos, Grieks voetballer
- 2 - Fran Miholjević, Kroatisch wielrenner
- 4 - Manuel González, Spaans motorcoureur
- 5 - Sophie Bouquet, Nederlands actrice
- 6 - Nessa Barrett, Amerikaans singer-songwriter
- 6 - Maite Cáceres, Uruguayaans autocoureur
- 6 - Ella Peddemors, Nederlands voetbalster
- 7 - Yunus Bahadır, Belgisch voetballer
- 7 - Aaron Blommaert, Belgisch acteur en zanger
- 7 - Fredrik Oppegård, Noors voetballer
- 7 - Jonas Theuerzeit, Duits voetballer
- 8 - Nemanja Jović, Bosnisch-Servisch voetballer
- 8 - Marco Kana, Belgisch-Congolees voetballer
- 8 - Nayel Mehssatou, Belgisch-Chileens voetballer
- 8 - Hamda Al Qubaisi, autocoureur uit de Verenigde Arabische Emiraten
- 8 - Katie Robinson, Engels voetbalster
- 9 - Barbara Somogyi, Hongaars shorttrackster
- 10 - Britt van Rijswijck, Nederlands voetbalster
- 12 - Phoebe Bacon, Amerikaans zwemster
- 12 - Iman Vellani, Pakistaans-Canadees actrice
- 13 - Satoshi Tanaka, Japans voetballer
- 15  - Ibrahima Fofana, Guinees voetballer
- 15 - DaRon Holmes II, Amerikaans basketballer
- 16 - Sophia Cormann, Duits handbalster
- 16 - Richardson Viano, Frans-Haïtiaans alpineskiër
- 17 - Charlie Cresswell, Engels voetballer
- 17 - Chloe Hawthorn, Engels actrice
- 18 - Janis Antiste, Frans voetballer
- 18 - Amar Dedić, Bosnisch voetballer
- 18 - Bart Verbruggen, Nederlands voetballer
- 19 - Svenja Fölmli, Zwitsers voetbalster
- 19 - Brighton Sharbino, Amerikaans actrice
- 20 - Joshua Liendo, Canadees zwemmer
- 21 - Isaac Asante, Ghanees voetballer
- 21 - Levi Titulaer, Nederlands voetballer
- 22 - Anna van der Vlist, Nederlands voetbalster
- 22 - Juliane Wirtz, Duits voetbalster
- 23 - Adam Obert, Slowaaks voetballer
- 24 - Jasmijn van der Heijde, Nederlands voetbalster
- 24 - Evelien Vijn, Nederlands langebaanschaatsster
- 26 - Kays Atil, Frans-Marokkaans voetballer
- 26 - Dilane Bakwa, Frans-Congolees voetballer
- 27 - Marco Brenner, Duits wielrenner
- 28 - Esther Morgan, Welsh voetbalster
- 29 - Destiny Chukunyere, Maltees zangeres
- 30 - Fábio Carvalho, Portugees-Engels voetballer
- 31 - Jayden Braaf, Nederlands voetballer
- 31 - Ramses Debruyne, Belgisch wielrenner
- 31 - Vieri Kotzebue, Nederlands voetballer
- 31 - Anastasia Smirnova, Russisch freestyleskiester

### September

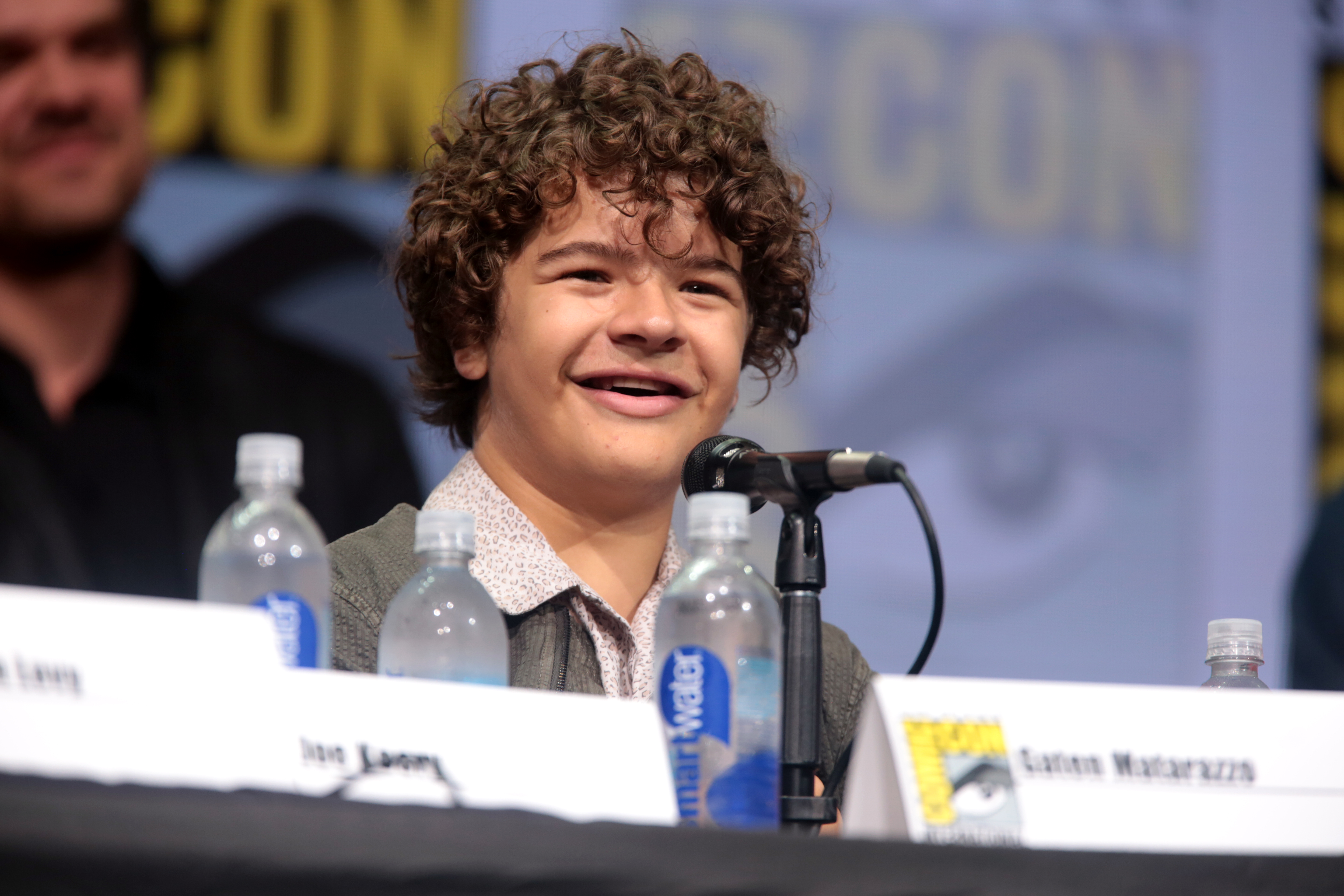
Gaten Matarazzo,
8 september

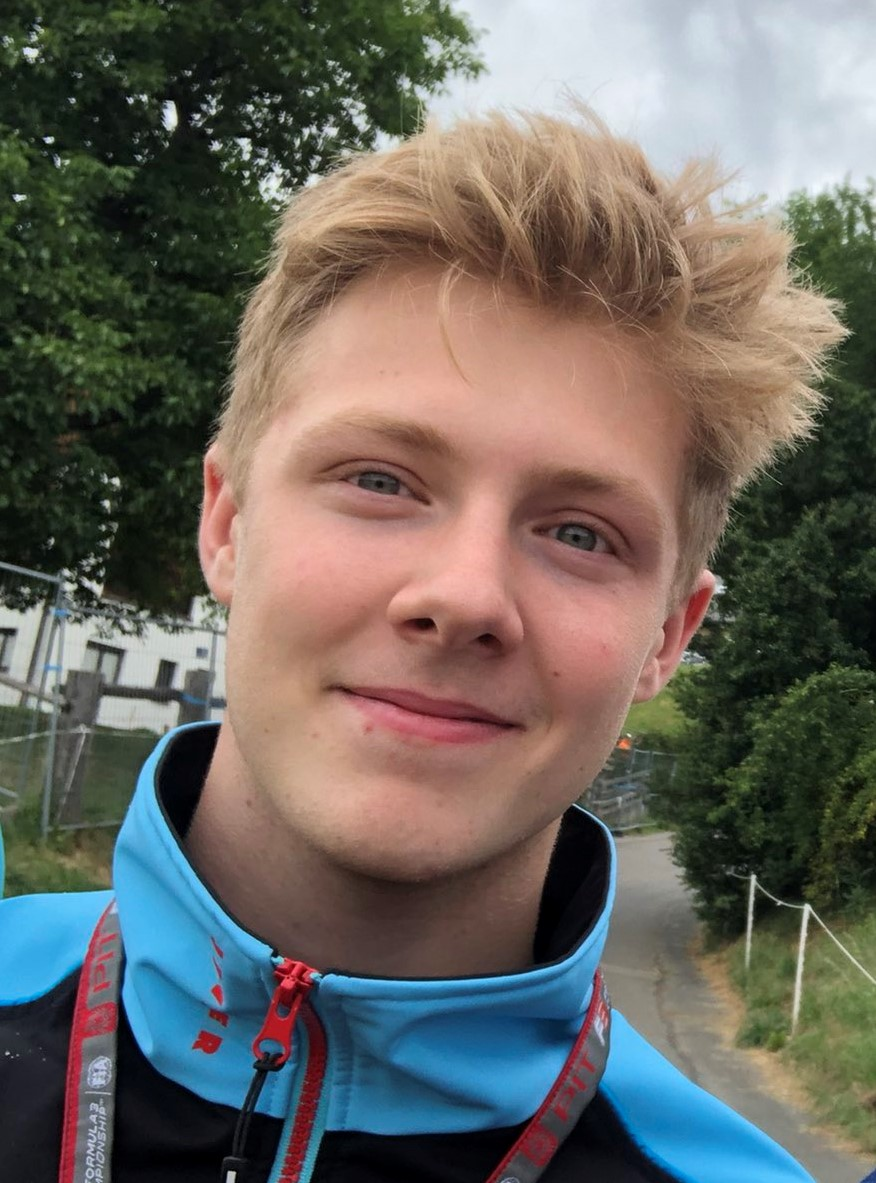
Filip Ugran,
12 september

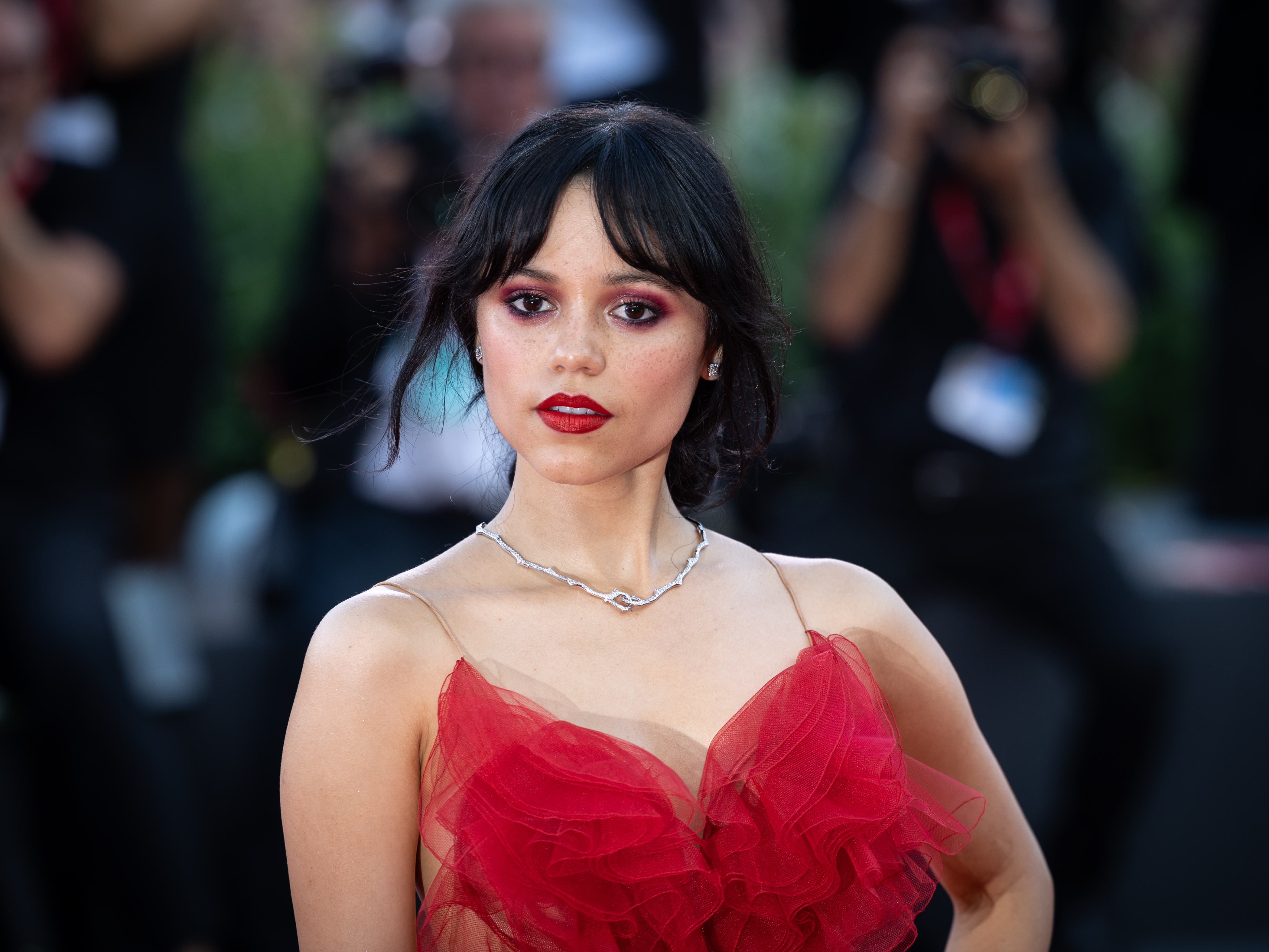
Jenna Ortega,
27 september

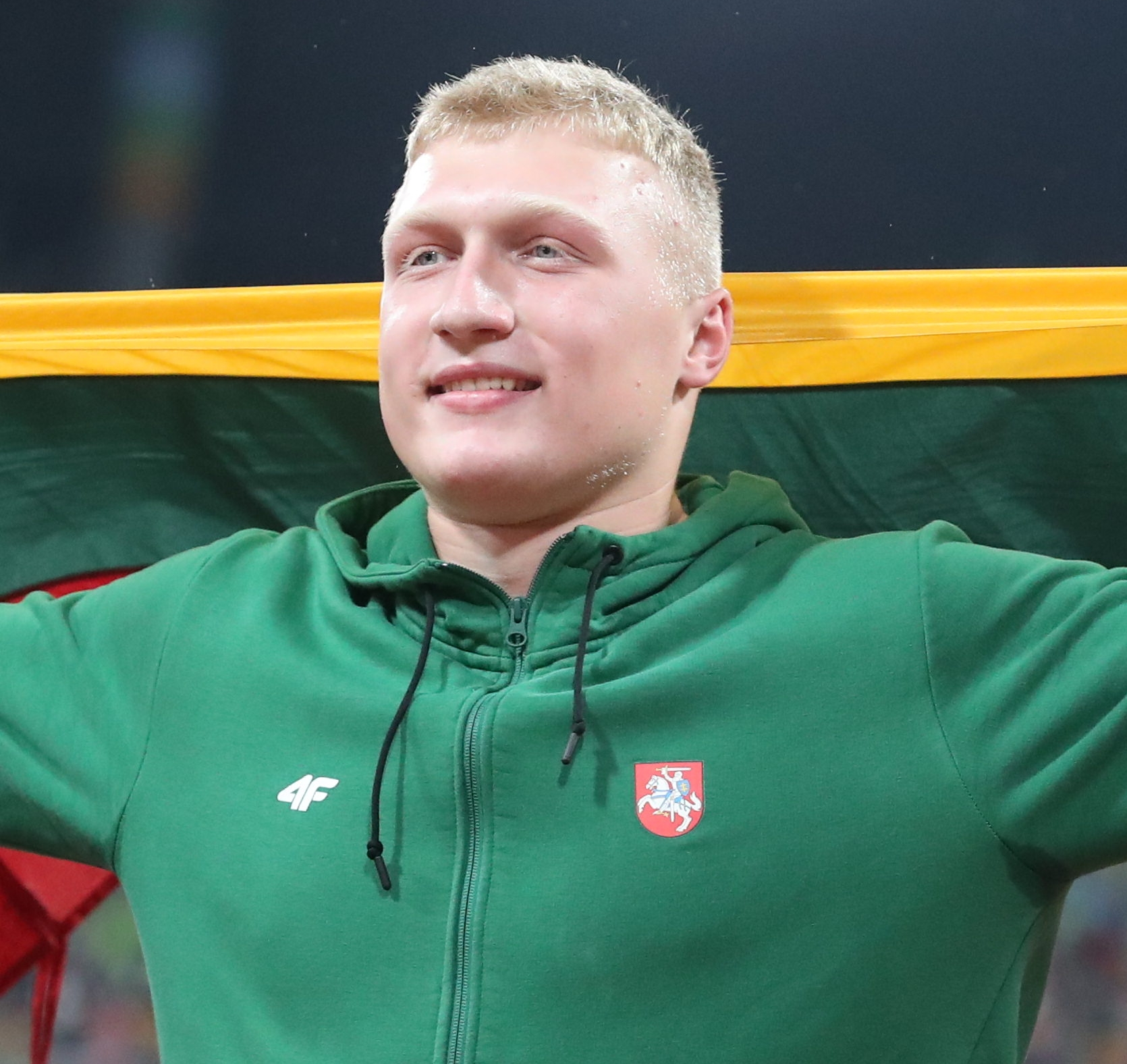
Mykolas Alekna,
28 september

- 1 - Adam Holm Jørgensen, Deens wielrenner
- 1 - Diane Parry, Frans tennisster
- 1 - Heorhij Soedakov, Oekraïens voetballer
- 1 - Embret Svestad-Bårdseng, Noors wielrenner
- 1 - Illja Zabarnyj, Oekraïens voetballer
- 2 - Minke Bisschops, Nederlands atlete
- 2 - Novatus Dismas, Tanzaniaans voetballer
- 3 - Ahmed Azmi, Nederlands voetballer
- 3 - Fem van Empel, Nederlands  veldrijdster en mountainbikester
- 3 - Fabio Ferraro, Belgisch voetballer
- 3 - Jelizaveta Lazareva, Russisch voetbalster
- 3 - Gabriel Veron, Braziliaans voetballer
- 4 - Vasilios Pavlidis, Grieks voetballer
- 5 - Einár, Zweeds rapper (overleden 2021)
- 5 - Jules Houttequiet, Belgisch voetballer
- 5 - Andrij Ponomar, Oekraïens wielrenner
- 6 - Asher Angel, Amerikaans acteur
- 6 - Britt van den Dobbelsteen, Nederlands waterpolospeelster
- 6 - Leylah Fernandez, Canadees tennisster
- 6 - Alexa Noel, Amerikaans tennisster
- 8 - Gaten Matarazzo, Amerikaans acteur
- 8 - Luka Sučić, Oostenrijks-Kroatisch voetballer
- 9 - Cedrik Gbo, Ivoriaans voetballer
- 9 - Timothée Pembélé, Frans voetballer
- 10 - Mohammed Amin Doudah, Belgisch voetballer
- 11 - Peyton Watson, Amerikaans basketballer
- 12 - Filip Ugran, Roemeens autocoureur
- 14 - Lobke Loonen, Nederlands voetbalster
- 14 - Pape Sarr, Senegalees voetballer
- 14 - Lizzy van Vleuten, Nederlands actrice
- 16 - Juan Ayuso, Spaans wielrenner
- 16 - Aivaras Mikutis, Litouws wielrenner
- 17 - Elina Avanesjan, Russisch tennisster
- 17 - Zinaida Koeprijanovitsj, Wit-Russisch zangeres
- 18 - Savannah Broadus, Amerikaans tennisster
- 18 - Hugo Bueno, Spaans voetballer
- 18 - Radosław Frątczak, Pools wielrenner
- 18 - Antonio Serravalle, Canadees autocoureur
- 18 - Lasse Wehmeyer, Duits voetballer
- 20 - Jort Borgmans, Nederlands voetballer
- 22 - Adamo Nagalo, Burkinees-Ivoriaans voetballer
- 23 - Nicola Marcerou, Frans wielrenner
- 23 - Tyrese Omotoye, Belgisch voetballer
- 23 - Mathilde Rasmussen, Deens voetbalster
- 25 - Filip Stevanović, Servisch voetballer
- 25 - Jayden Turfkruier, Nederlands voetballer
- 25 - Griffin Yow, Amerikaans voetballer
- 27 - Jenna Ortega, Amerikaans actrice
- 28 - Mykolas Alekna, Litouws discuswerper
- 28 - Zineddine Bourebaba, Frans voetballer
- 28 - Shunsuke Mito, Japans voetballer
- 28 - Gaetano Oristanio, Italiaans voetballer
- 29 - Milan Hilderink, Nederlands voetballer
- 30 - Levi Miller, Australisch acteur
- 30 - Maddie Ziegler, Amerikaans danseres

### Oktober
- 1 - Olivia Dunne, Amerikaans gymnast en internetberoemdheid
- 1 - Hafrún Rakel Halldórsdóttir, IJslands voetbalster
- 1 - Misha Engel, Nederlands voetballer
- 1 - Stijn Hogervorst, Nederlands voetballer
- 2 - Jacob Sartorius, Amerikaans zanger
- 3 - Jolijn de Haan, Nederlands volleybalster
- 3 - Noémie Lammertyn, Belgisch gymnaste
- 3 - Joep Wennemars, Nederlands langebaanschaatser
- 4 - Aster Vranckx, Belgisch voetballer
- 6 - Gianmarco Garofoli, Italiaans wielrenner
- 6 - Denso Kasius, Nederlands voetballer
- 7 - Pablo Carrascosa, Spaans wielrenner
- 8 - Antonio Djakovic, Zwitsers-Kroatisch zwemmer
- 8 - Kokona Iwasaki, Japans voetbalster
- 8 - Zheng Qinwen, Chinees tennisster
- 9 - Meg Bellamy, Brits actrice
- 9 - Max Esterson, Amerikaans autocoureur
- 9 - Jasmin Liechti, Zwitsers wielrenster
- 10 - Mine Kilic, Turks atleet
- 10 - Thomas Kuc, Braziliaans-Amerikaans acteur
- 10 - Paul Nebel, Duits voetballer
- 10 - James Trafford, Engels voetballer
- 11 - Daniëlle de Jong, Nederlands voetbalster
- 11 - Kayra Nelemans, Nederlands voetbalster
- 12 - Iris Apatow, Amerikaans actrice
- 12 - Diego Rosa, Braziliaans voetballer
- 12 - Kristín Sesselja, IJslands zangeres
- 14 - Hyke Lyklema, Nederlands volleybalster
- 16 - Hanna Bennison, Zweeds voetbalster
- 16 - Jule Brand, Duits voetbalster
- 16 - Amber Broos, Belgisch diskjockey en muziekproducente
- 16 - Britt Udink, Nederlands voetbalster
- 16 - Jelte Pal, Nederlands voetballer
- 17 - Maximilian Beier, Duits voetballer
- 17 - Joy Bosz, Nederlands vlogster
- 17 - Momo Cissé, Guinees-Frans voetballer
- 17 - Guéla Doué, Ivoriaans-Frans voetballer
- 18 - Linus Zimmer, Duits voetballer
- 20 - Yeremi Pino, Spaans voetballer
- 20 - Killian Verschuren, Frans wielrenner
- 21 - Louis Rouland, Frans wielrenner
- 22 - Ermin Cavcic, Nederlands voetballer
- 22 - Johann Lepenant, Frans voetballer
- 23 - Raphaël Parisella, Canadees wielrenner
- 25 - Johnny Sequoyah, Amerikaans actrice
- 26 - Julian Dennison, Nieuw-Zeelands acteur
- 26 - Fodé Fofana, Nederlands voetballer
- 27 - Carson Buschman-Dormond, Nederlands-Canadees voetballer
- 27 - Nigel Lonwijk, Nederlands voetballer
- 29 - Doğan Alemdar, Turks voetballer
- 29 - Pavel Bittner, Tsjechisch wielrenner
- 29 - Ruel van Dijk, Engels-Australisch singer-songwriter
- 30 - Isabella Bryld Obaze, Deens voetbalster
- 30 - Andy Verdoïa, Frans motorcoureur
- 31 - Ansu Fati, Spaans-Guinee-Bissause voetballer
- 31 - Tyler Morton, Engels voetballer
- 31 - Mathéo Parmentier, Belgisch voetballer

### November
- 1 - Tessa Giele, Nederlands zwemster
- 1 - Sterre Veldhuis, Nederlands voetbalster
- 4 - Luke Plange, Engels voetballer
- 6 - Max Bruns, Nederlands voetballer
- 6 - Nathan Girvan, Schots darter
- 6 - Natalia Padilla, Pools voetbalster
- 8 - Joanne van Lieshout, Nederlands judoka
- 9 - Joep Kluskens, Nederlands voetballer
- 9 - András Németh, Zuid-Afrikaans-Hongaars voetballer
- 10 - Eduardo Camavinga, Frans-Angolees voetballer
- 11 - Mia Lakenmacher, Duits handbalster
- 12 - Tino Livramento, Engels voetballer
- 12 - Paolo Banchero, Amerikaans-Italiaans basketballer
- 12 - Thibau Nys, Belgisch veldrijder
- 12 - Cato Pijnacker Hordijk, Nederlands voetbalster
- 13 - Emma Raducanu, Brits tennisster
- 13 - Giovanni Reyna, Amerikaans voetballer
- 13 - Christian Ribera, Braziliaans zitskiër
- 14 - Billy Koumetio, Frans voetballer
- 14 - Gianluca Petecof, Braziliaans autocoureur
- 15 - Josh Green, Amerikaans autocoureur
- 15 - Sanne Koopman, Nederlands voetbalster
- 16 - Jeffry Puriel, Nederlands voetballer
- 16 - Cauê Vinícius dos Santos, Braziliaans voetballer
- 16 - Vasilios Sourlis, Grieks voetballer
- 17 - Daniek Hengeveld, Nederlands wielrenster
- 17 - Francisca Nazareth, Portugees voetbalster
- 19 - Gaia Cauchi, Maltees zangeres
- 19 - Anton Gaaei, Deens voetballer
- 19 - Laura Kuske, Duits handbalster
- 19 - Dylan Slevin, Iers darter
- 20 - Madisyn Shipman, Amerikaans actrice
- 20 - Santiago Umba, Colombiaans wielrenner
- 21 - Matías Arezo, Uruguayaans voetballer
- 21 - Gaoussou Diarra, Malinees voetballer
- 22 - Justine Kielland, Noors voetbalster
- 23 - Avani Gregg, Amerikaans influencer
- 23 - Axana Kennes, Belgisch actrice
- 23 - Hossein Zamani, Iraans-Afghaans-Nederlands voetballer
- 25 - Pedro González López, Spaans voetballer
- 25 - Josh Minott, Jamaicaans-Amerikaans basketballer
- 26 - Jerailly Wielzen, Nederlands voetballer
- 29 - Yunus Musah, Amerikaans-Engels voetballer
- 30 - Carlos Alcaraz, Argentijns voetballer
- 30 - Tiago Çukur, Turks-Nederlands voetballer

### December

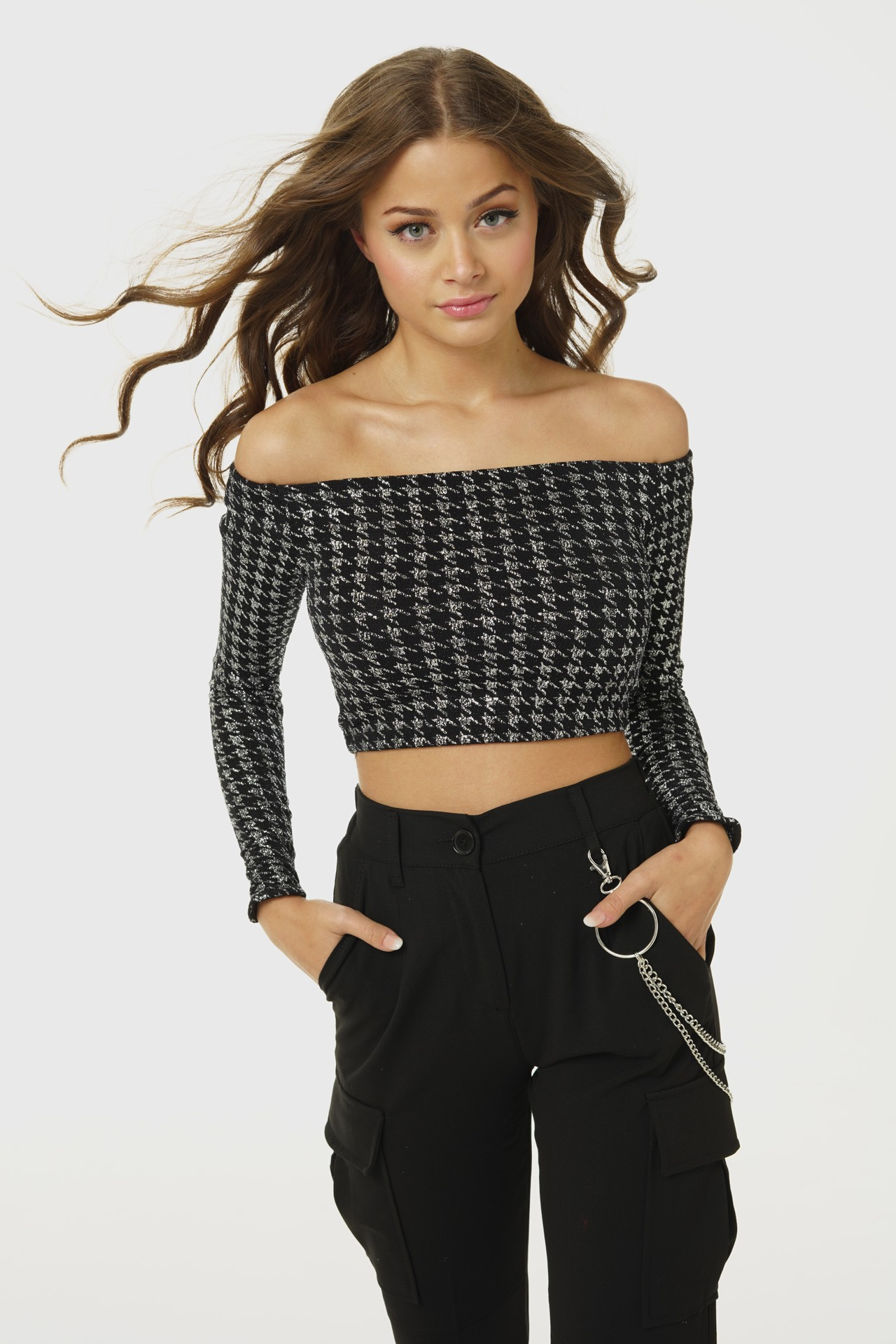
Stefania Liberakakis,
17 december

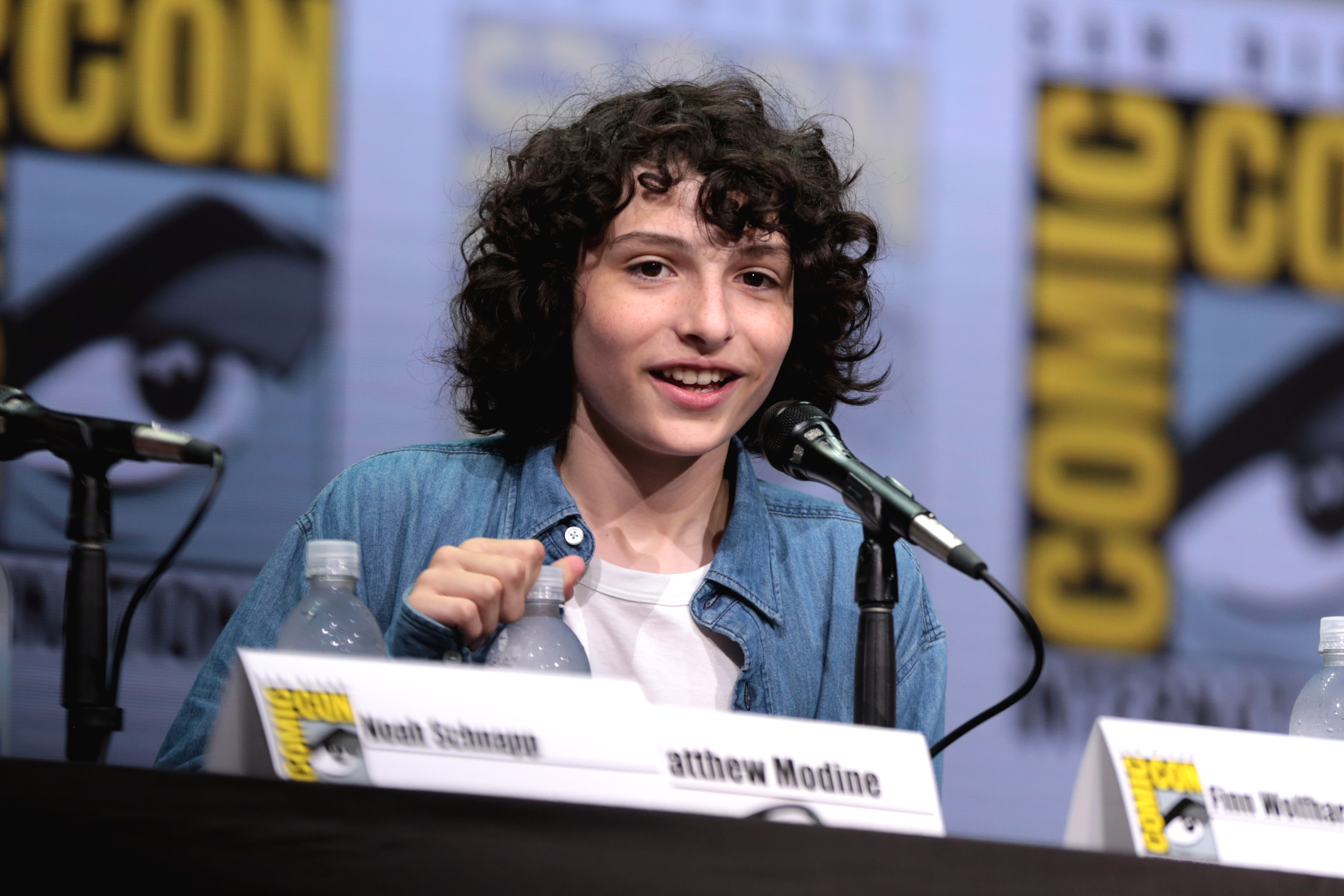
Finn Wolfhard,
23 december

- 3 - Jada Borsato, Nederlands actrice en zangeres
- 4 - Ahmed Hafnaoui, Tunesisch zwemmer
- 4 - Jurjen van der Velde, Nederlands darter
- 5 - Raúl Moro, Spaans voetballer
- 6 - Liefde Schoemaker, Belgisch atlete
- 6 - Niels Vink, Nederlands rolstoeltennisser
- 7 - Torri Huske, Amerikaans zwemster
- 8 - Igor Arrieta, Spaans wielrenner
- 8 - Julie De Wilde, Belgisch wielrenster
- 8 - Noah Shamoun, Zweeds voetballer
- 10 - Nathan Bitumazala, Frans voetballer
- 10 - Yeremay Hernández, Spaans voetballer
- 12 - Aliou Baldé, Senegalees voetballer
- 12 - Yssi SB, Nederlands rapper
- 13 - Ties Wieggers, Nederlands voetballer
- 14 - Francisco Conceição, Portugees voetballer
- 14 - Zhao Dan, Chinees skeletonster
- 16 - Cornelia Kramer, Deens voetbalster
- 16 - Victor Kristiansen, Deens voetballer
- 17 - Stefania Liberakakis, Nederlands-Grieks zangeres en actrice
- 17 - Castello Lukeba, Frans voetballer
- 17 - Matthew Richards, Engels zwemmer
- 18 - Giuliano Simeone, Italiaans-Argentijns voetballer
- 19 - Sofie Dokter, Nederlands atlete
- 19 - Youssuf Sylla, Belgisch voetballer
- 19 - Mats Wenzel, Luxemburgs wielrenner
- 20 - Salma Djoubri, Frans tennisster
- 21 - Ringo Meerveld, Nederlands voetballer
- 21 - Clara Tauson, Deens tennisster
- 22 - Datro Fofana, Ivoriaans voetballer
- 22 - Romeé van de Lavoir, Nederlands voetbalster
- 22 - Alessia Patuelli, Italiaans wielrenster
- 23 - Nene Dorgeles, Malinees voetballer
- 23 - Yllan Okou, Frans voetballer
- 23 - Finn Wolfhard, Canadees acteur
- 25 - Abakar Sylla, Ivoriaans voetballer
- 27 - Tsotne Bendianishvili, Georgisch-Belgisch voetballer
- 27 - Aubane Droguet, Frans tennisster
- 30 - Pedro Brazão, Portugees voetballer
- 30 - Mayckel Lahdo, Zweeds voetballer
- 30 - Wessel Mouris, Nederlands wielrenner
- 31 - Ryan Flamingo, Nederlands voetballer
- 31 - Joe Scally, Amerikaans voetballer

### Datum onbekend
- Emma Annelie, Nederlands zangeres
- Thomas Houtepen, Nederlands handballer
- Walt Klink, Nederlands acteur
- Ayakha Melithafa, Zuid-Afrikaans activiste
- Victor Polster, Belgisch acteur en danser
- Chiara Sacchi, Argentijns activiste
- Lynn Valk, Nederlands motorcrosser